# Christ en gloire

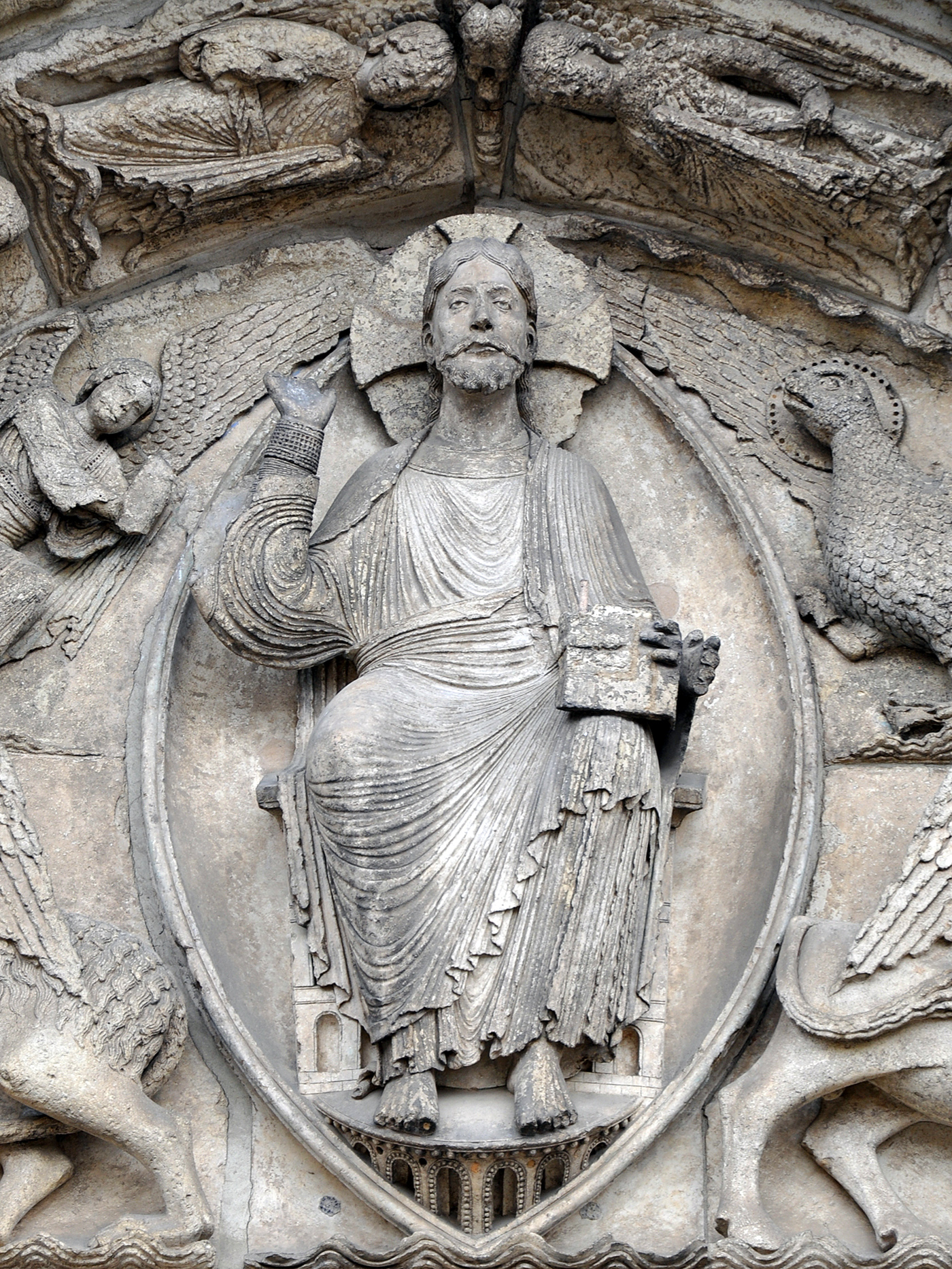
Tympan central du portail royal de la cathédrale de Chartres : Christ en gloire dans une mandorle.

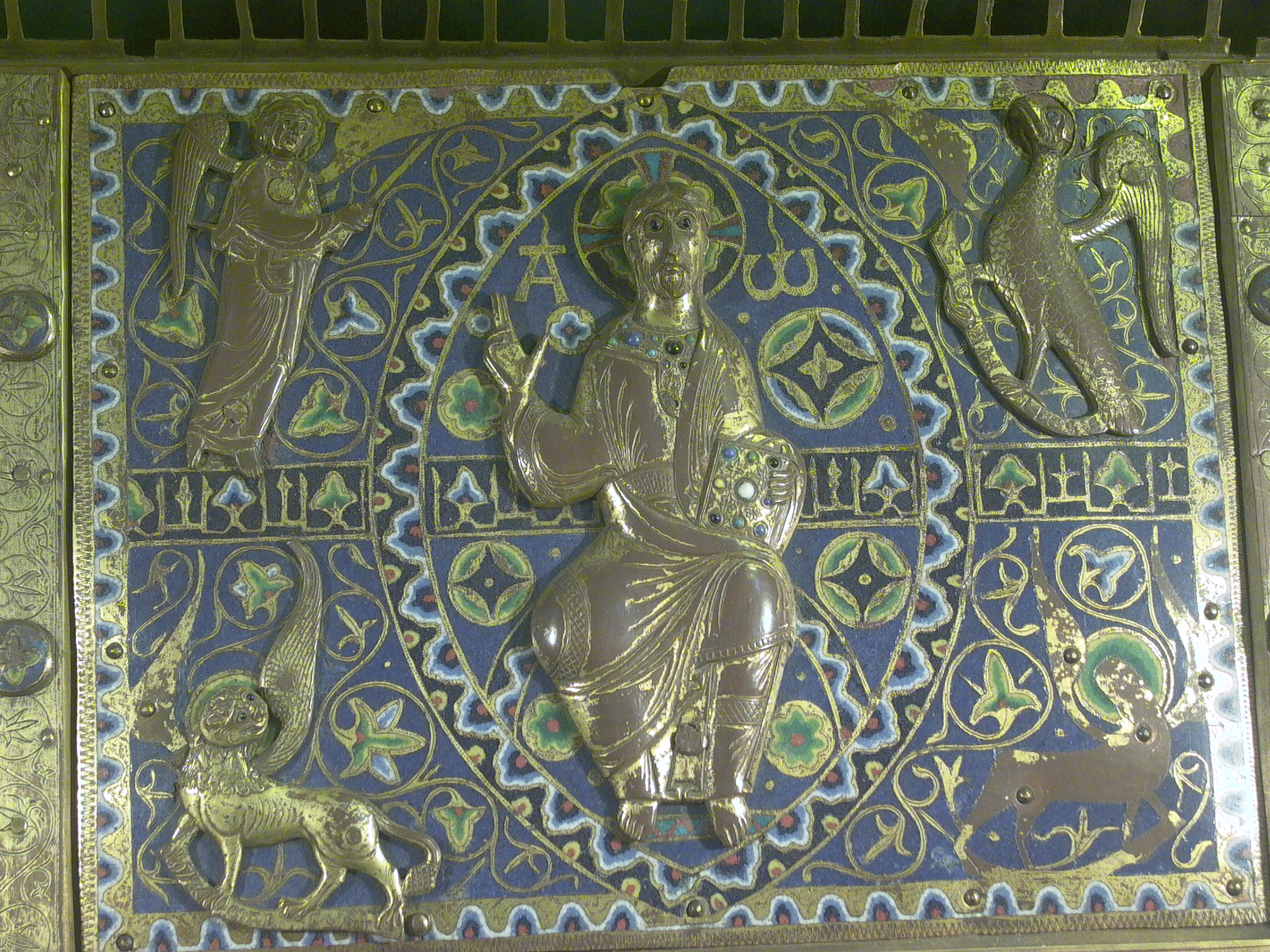
Christ en gloire de la châsse de saint Calmin, abbaye de Mozac,.

Le Christ en gloire est un sujet particulier de l'iconographie chrétienne. Il a pour objet la représentation eschatologique du Christ dans son corps de gloire nimbé de lumière, lors de la seconde parousie à la fin des temps après le jugement dernier (le Christ du jugement). Ce thème du Christ glorieux au-delà du monde terrestre s'oppose aux autres scènes de la vie terrestre de Jésus (L'Adoration des mages ou des bergers, Passion, Crucifixion, Pietà, Mise au tombeau…) par un traitement non réaliste d'une figure hiératique codifiée, rejoignant les représentations de l'Ascension ou de la Transfiguration. Le Christ est représenté de face, barbu, cheveux longs, traits figés, entouré d'un nimbe crucifère souvent dans un cercle ou une mandorle (amande ovale), seul ou entouré de différents motifs.
Le Christ en gloire englobe des catégories plus spécifiques comme le Christ en majesté (Majestas Domini) et le Christ pantocrator byzantin, ou d'autres formes dérivées comme le Christ Salvator Mundi, le Christ triomphant, le Christ-Roi, le Christ rédempteur ou même le Sacré-Cœur de Jésus.

## Origines du motif

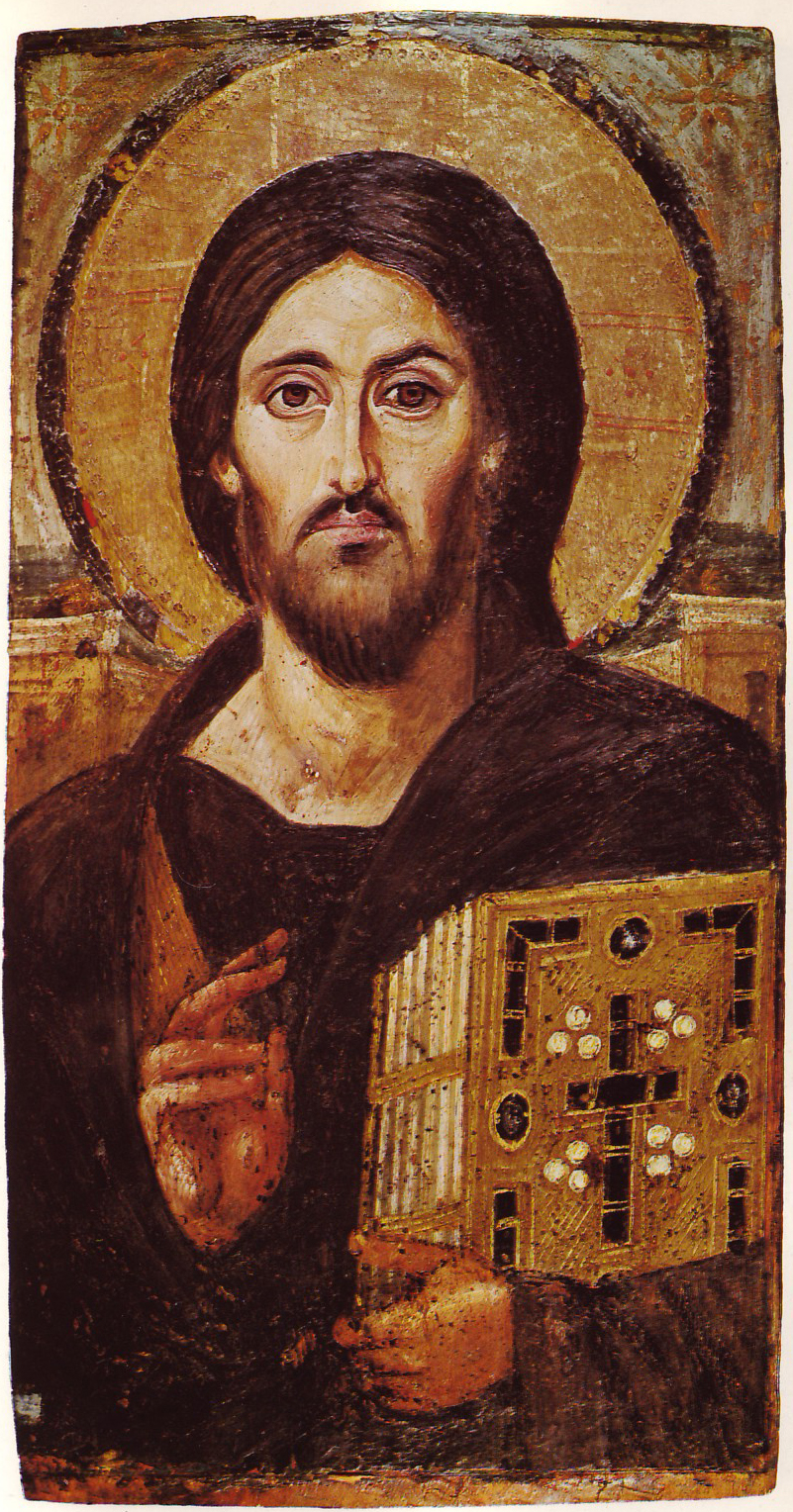
Icône du monastère Sainte-Catherine du Sinaï,.

Conforme au concile de Nicée (325) , qui déclare que Jésus, le Verbe incarné, est l'image parfaite du Père, le Christ en gloire permet la représentation de la gloire divine et le dépassement de l'interdit biblique sur les images, mais le débat se poursuivra longtemps comme en témoignent les querelles iconoclastes à Byzance. La figure glorieuse est déjà présente dans les catacombes des premiers siècles du christianisme mais c'est l'icône du VIe siècle du monastère Sainte-Catherine du Sinaï, en Égypte qui constitue la représentation fondatrice.

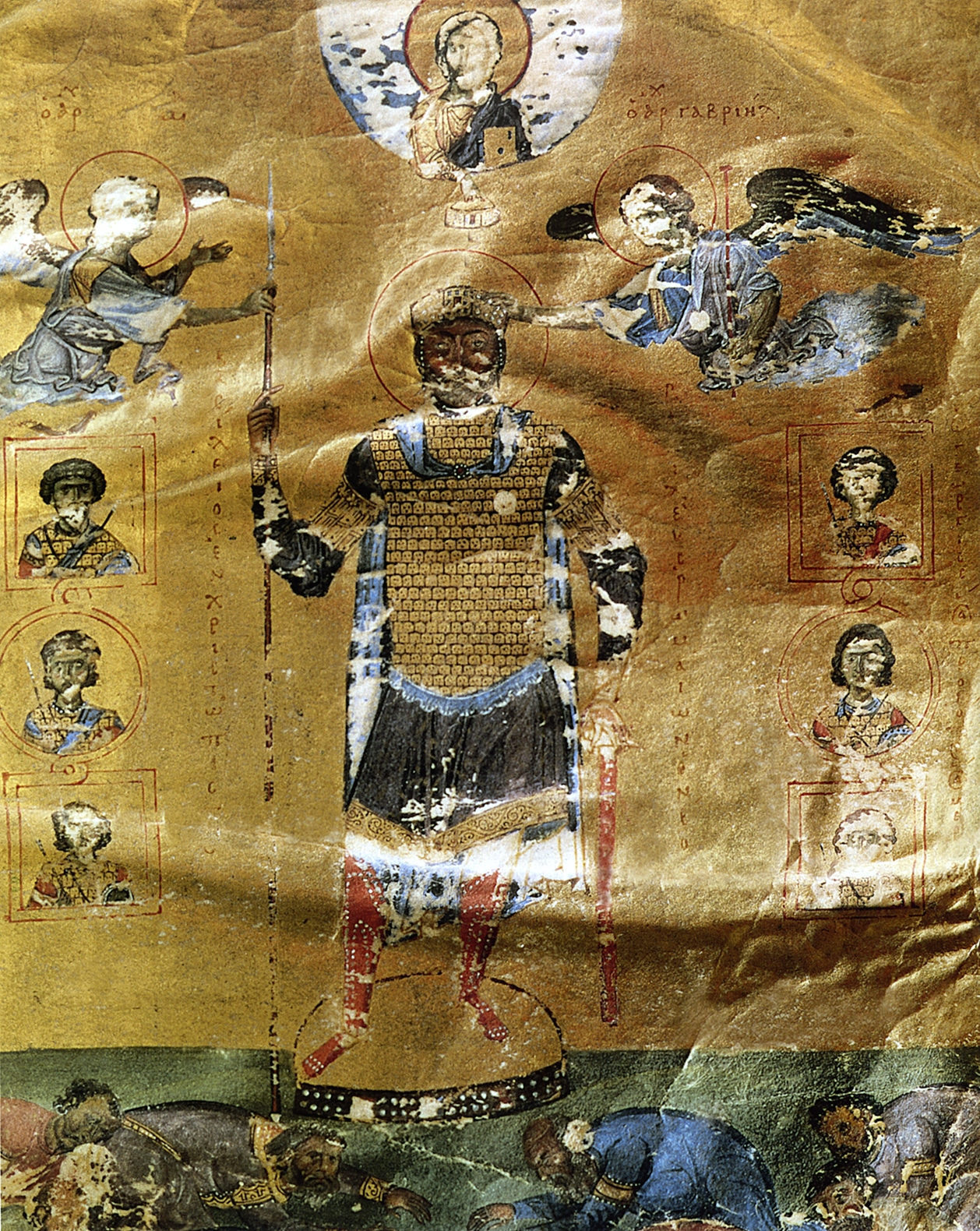
Miniature du psautier de Basile II, empereur byzantin de 960 à 1025.

La partie orientale du bassin méditerranéen qui voit se développer les premières Églises chrétiennes et qui constitue l'empire romain d'Orient après la fondation de Constantinople, privilégiera progressivement le topos du Christ en gloire (influencé par les représentations antiques de Zeus et celle des empereurs romains) qui marquera tout l'art chrétien du Moyen Âge. En effet la théocratie byzantine du basileus développera largement l'image de puissance issue de Dieu de l'empereur : c'est par exemple l'objet de la représentation de Basile II sur une enluminure du XIe siècle. L'art byzantin utilisera en même temps dans les fresques et les icônes le thème du Christ rayonnant et maître du monde, debout ou assis sur un trône ainsi que la figure du Christ Pantocrator en buste.
En Occident, des représentations du Christ en gloire existent à partir de l'époque carolingienne ainsi qu'en témoignent des motifs d'orfèvrerie et de rares exemples de décoration d'église comme au monastère St-Jean de Müstair, en Suisse (début du IXe siècle). À partir du XIe siècle, les différentes représentations du Christ en gloire constitueront un sujet dominant de la statuaire romane et gothique aux tympans des églises d'Occident en même temps que le motif sera exploité par l'orfèvrerie (couverture d'évangéliaires, décor de châsses), dans les enluminures, les vitraux et les fresques, en particulier sur les demi-voûtes de l'abside, derrière l'autel. Aux mêmes époques, l'art byzantin déploiera comme sur les coupoles de Sainte-Sophie à Istanbul sa science de la mosaïque dans la décoration des édifices religieux qui marquera tout le domaine orthodoxe à l'égal de l'art des icônes.

## Description

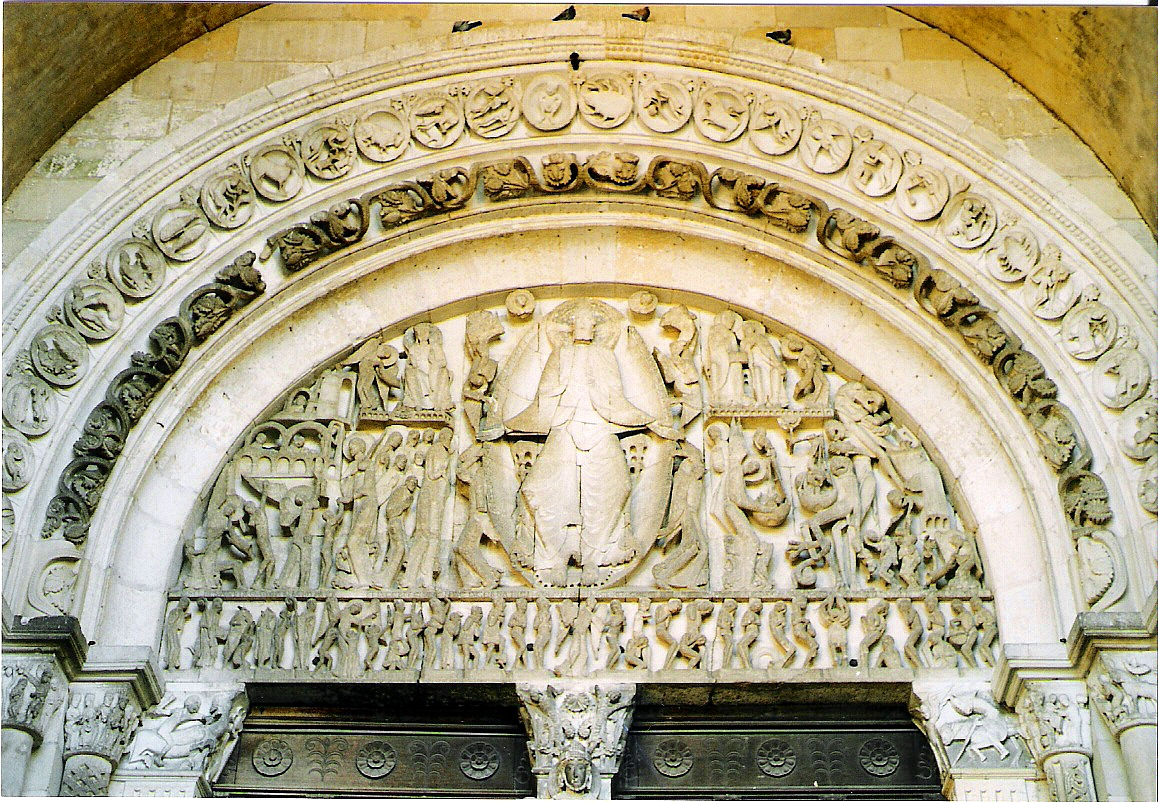
Tympan roman de la cathédrale Saint-Lazare d'Autun, milieu du.

Le Christ en gloire a une attitude d'embrassement du monde ou d'enseignement plutôt qu'un geste de bénédiction : il accueille et montre le chemin de la vie éternelle. Il est représenté en maître du monde, dans l'éternité, inclus dans une mandorle, debout ou assis sur un trône au centre de la composition, entouré ou non de figures marquantes de la croyance chrétienne comme les évangélistes (Tétramorphe), les apôtres ou la Vierge et de symboles comme l'agneau.
La mandorle peut contenir les lettres grecques : α (alpha, première lettre de l'alphabet) et ω (oméga, dernière lettre). Ces symboles sont repris de l'Apocalypse selon saint Jean, chapitre I, verset 8 : « Je suis l'alpha et l'oméga, dit le Seigneur Dieu, celui qui est, qui était, et qui vient, le Tout Puissant ».

## Le Christ en majesté
La représentation du « roi de gloire », de la « Majestas Domini », conjugue la tradition romaine de l'iconographie impériale montrant les empereurs debout, la main droite levée, et la vision de Jean dans l'Apocalypse : le personnage assis sur le trône entouré des Quatre Vivants sera interprété par la tradition chrétienne comme le Christ entouré par les quatre évangélistes figurés par les animaux-symboles (le tétramorphe). Le Christ est dans la position de celui qui a autorité, celui qui règne, généralement en référence au chapitre XI, verset 25 de l'Évangile selon Jean : « Je suis la résurrection et la vie ».

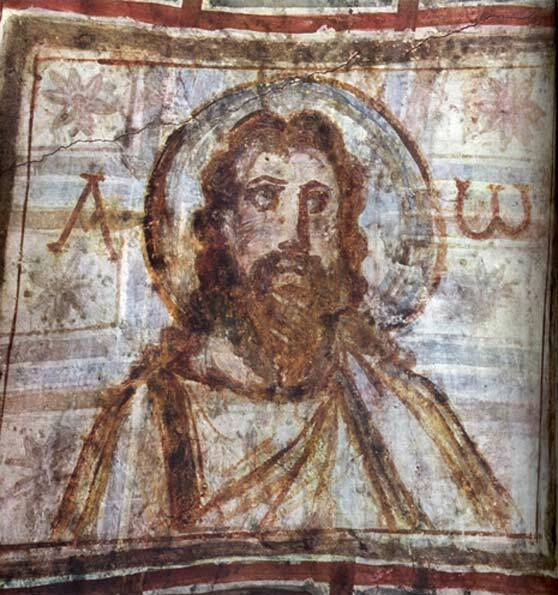
Christ barbu, catacombes de Commodilla, fin.

Une figure christique s'impose : un homme mûr, barbu aux cheveux longs remplace le Christ jeune et imberbe qu'on rencontre dans les premiers siècles. Le premier Christ barbu connu est celui des catacombes de Commodille et date de la fin du IVe siècle. La figure reprend aussi le geste de l'orateur (souvent barbu dans la tradition iconographique gréco-latine) qui enseigne, et que l'Occident interprétera fréquemment comme un geste de bénédiction.

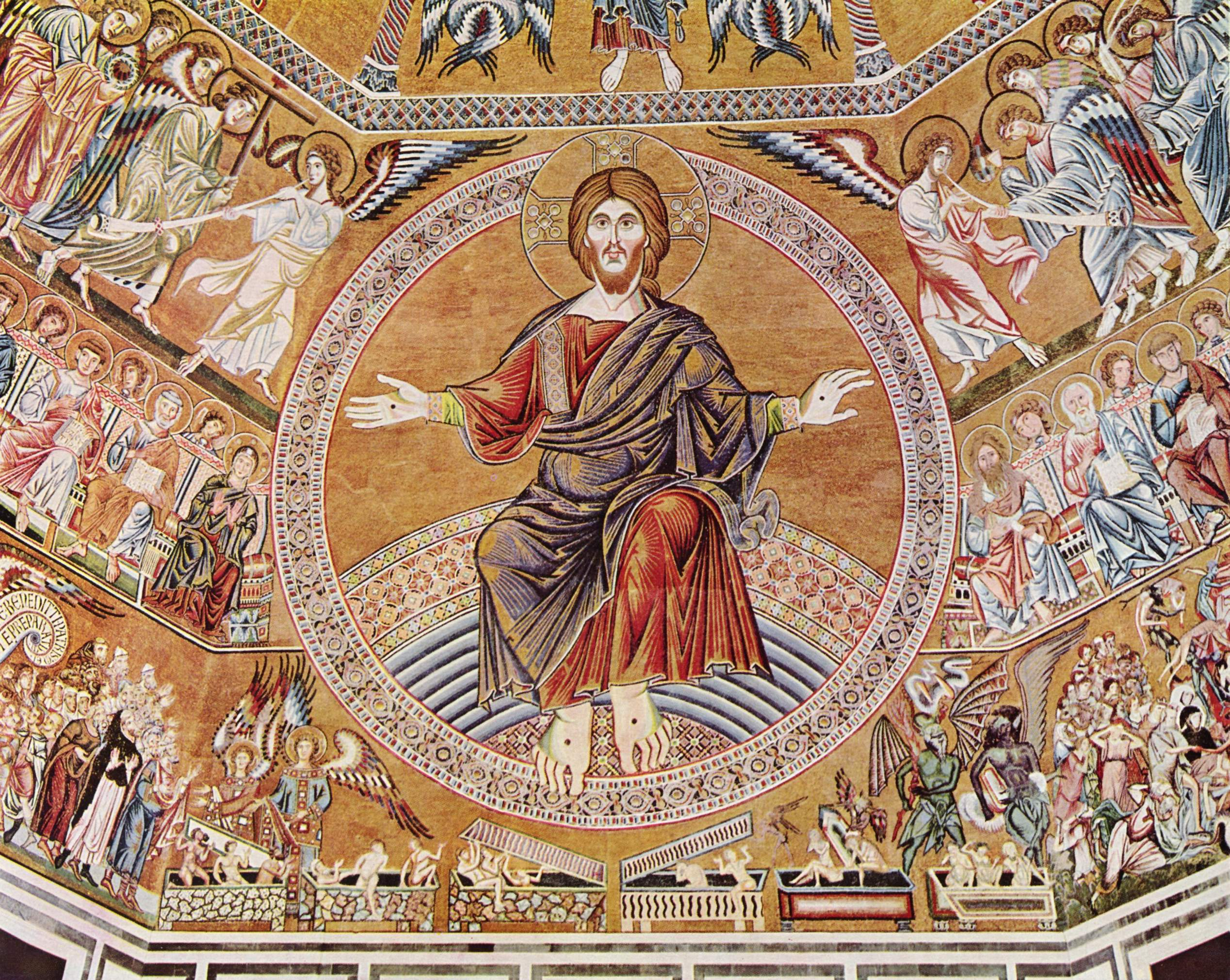
Mosaïque du baptistère Saint-Jean (Florence),.

Le Christ en majesté est en pied debout ou assis sur un trône (parfois sur une estrade) avec un positionnement des mains variable. On rencontre l'attitude de l'orant, bras écartés et paumes ouvertes, mais aussi avec un approfondissement théologique la représentation du corps glorieux du Christ debout, de face, bras écartés et jambes serrées, dans une pose qui évoque mais dépasse celle du crucifié ; la trace des clous de crucifixion est par exemple bien visible sur la mosaïque du baptistère de Florence.

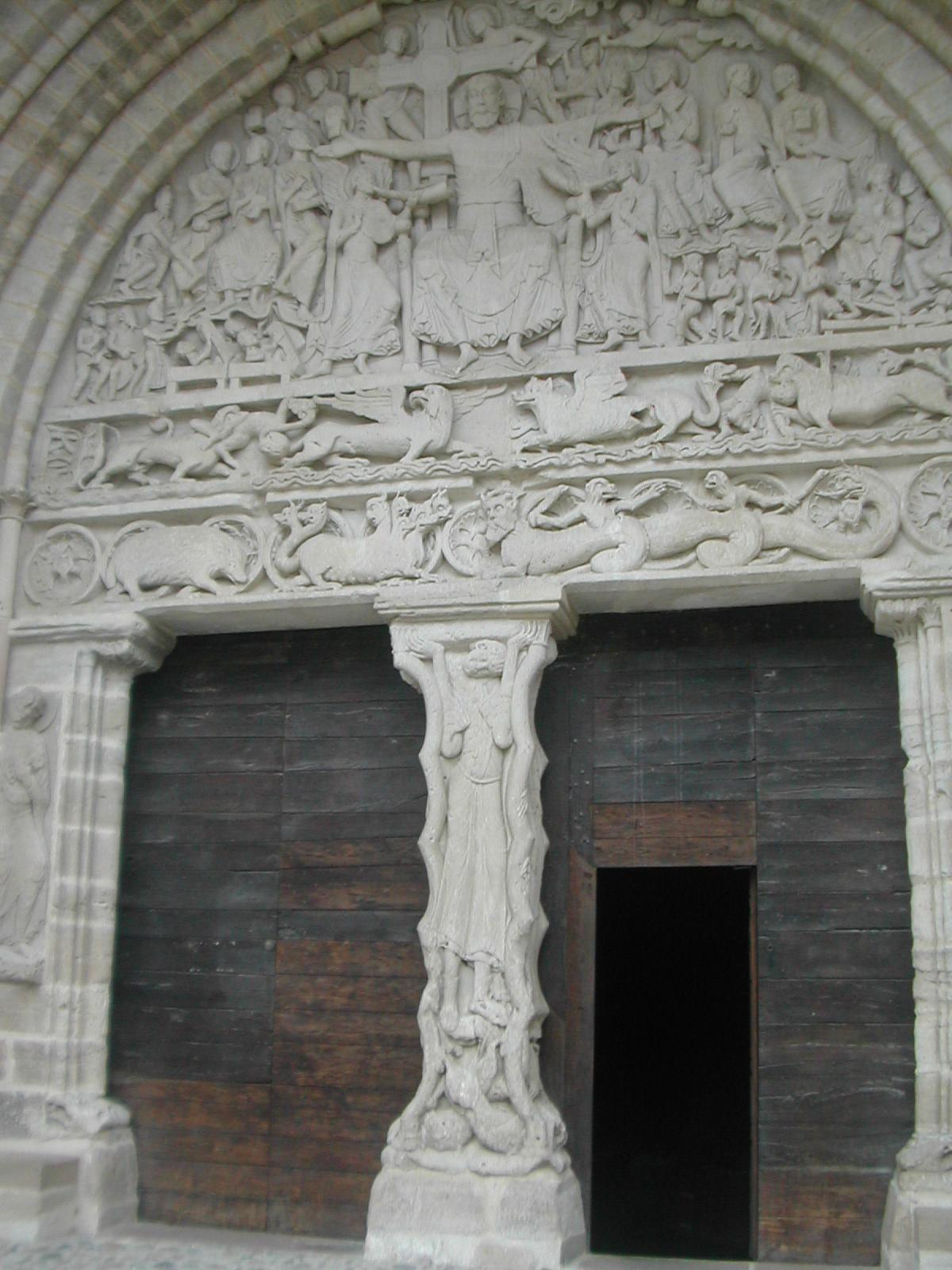
Portail roman de l'église abbatiale de Beaulieu-sur-Dordogne, -.

C'est le motif dominant du Christ du jugement des tympans d'églises romanes et gothiques en occident dont le prototype est le portail roman de l'église abbatiale de Beaulieu-sur-Dordogne ou celui de la cathédrale d'Autun, au XIIe siècle. Il y a parfois des signes royaux plus marqués comme la couronne sur la châsse de Saint-Viance ou des signes cosmiques comme la déchirure du ciel, la lune ou les étoiles pour souligner symboliquement le christ, lumière incréée du monde. La figure très hiératique d'origine byzantine évoluera vers plus d'humanité dans les représentations occidentales à partir du XIIIe siècle.
Dans l'art byzantin, la représentation restera très figée et très codifiée (couleurs, composition, position des doigts, nimbe crucifère, inscriptions…).
On rencontre aussi une forme voisine appelée « Salvator Mundi » où le Christ portant un orbe dans sa main gauche tout en utilisant sa main droite pour bénir.
La Renaissance et le baroque représenteront des christs en gloire avec des canons esthétiques nouveaux qui définissent plutôt le Christ triomphant ou des « gloires » (définition du TLFi « Représentation picturale d'un ciel peuplé d'anges et de saints »). Les plus grands artistes peindront une figure du Christ drapé de blanc dans l'empyrée, entouré d'anges comme dans les visions d'Isaïe et d'Ézéchiel, régnant dans l'azur des cieux opposé au noir du monde des péchés. Citons un seul exemple : Pierre Paul Rubens : Le Grand Jugement dernier (1616-1617).

## Le Christ pantocrator

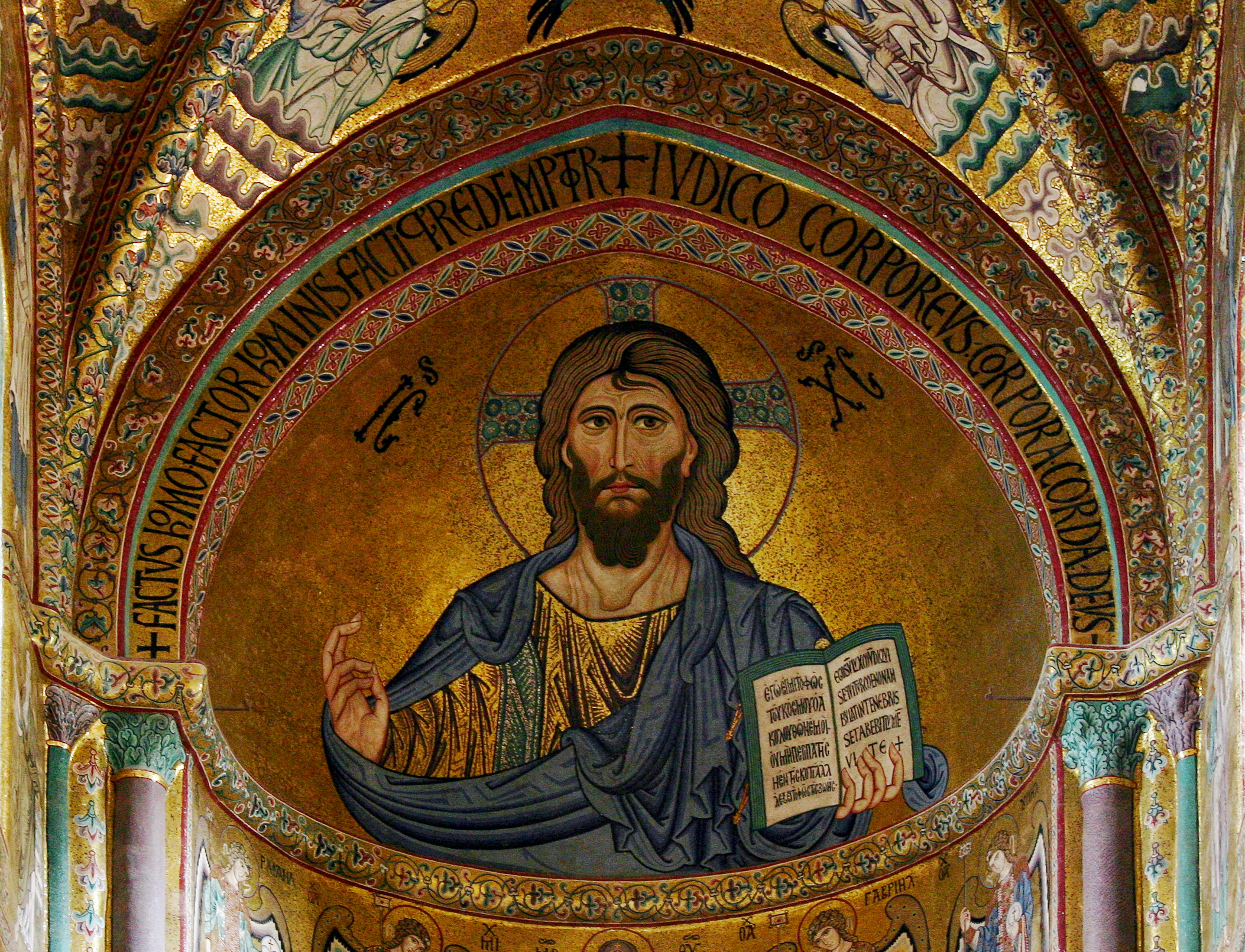
Christ Pantocrator - Cefalu Sicile

Le Christ Pantocrator, représentation privilégiée de l'art byzantin, a été une source d'inspiration pour le Christ en gloire de l'Occident médiéval. Une différence de posture est notable entre les deux : dans le premier, seul le buste du Christ apparaît tandis que dans le second, le corps du Christ est représenté entièrement.
Le Christ Pantocrator tient le livre sacré dans la main gauche (le texte grec des Écritures que tient le Christ Pantocrator de Cefalù en Sicile proclame « Je suis la lumière du monde ») et lève la main droite dans un geste d'enseignement codifié.

## Supports
- Orfèvrerie (plaques de manuscrits, châsses, enluminures et vitraux) :

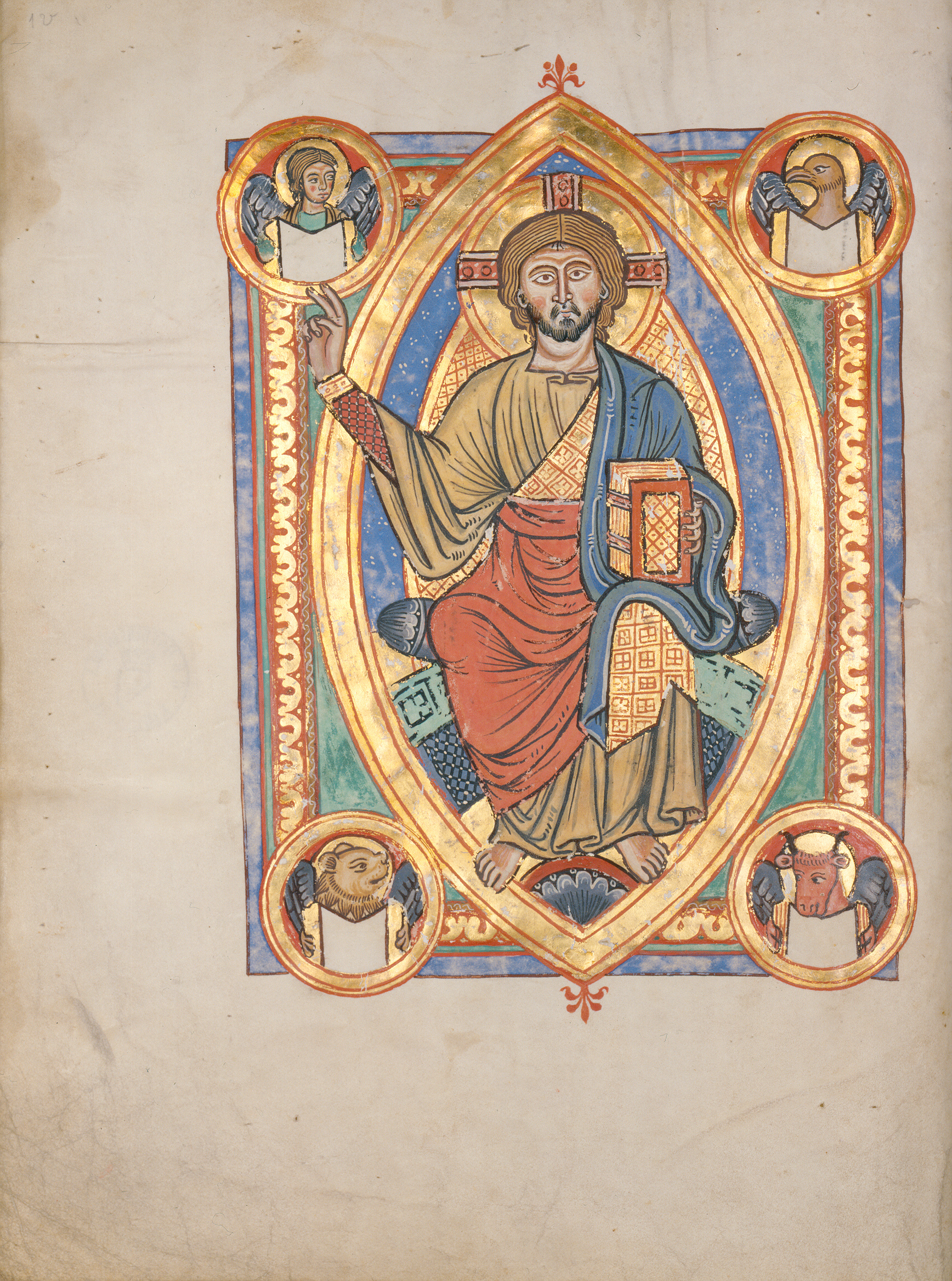
Codex Bruchsal
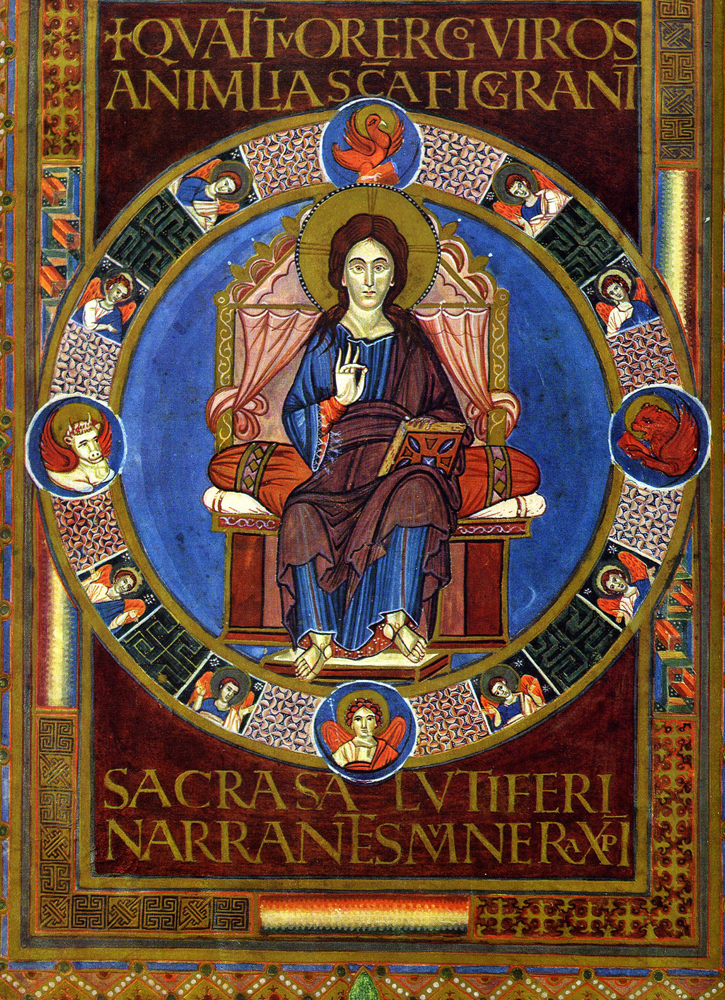
Codex Aureus de Lorsch
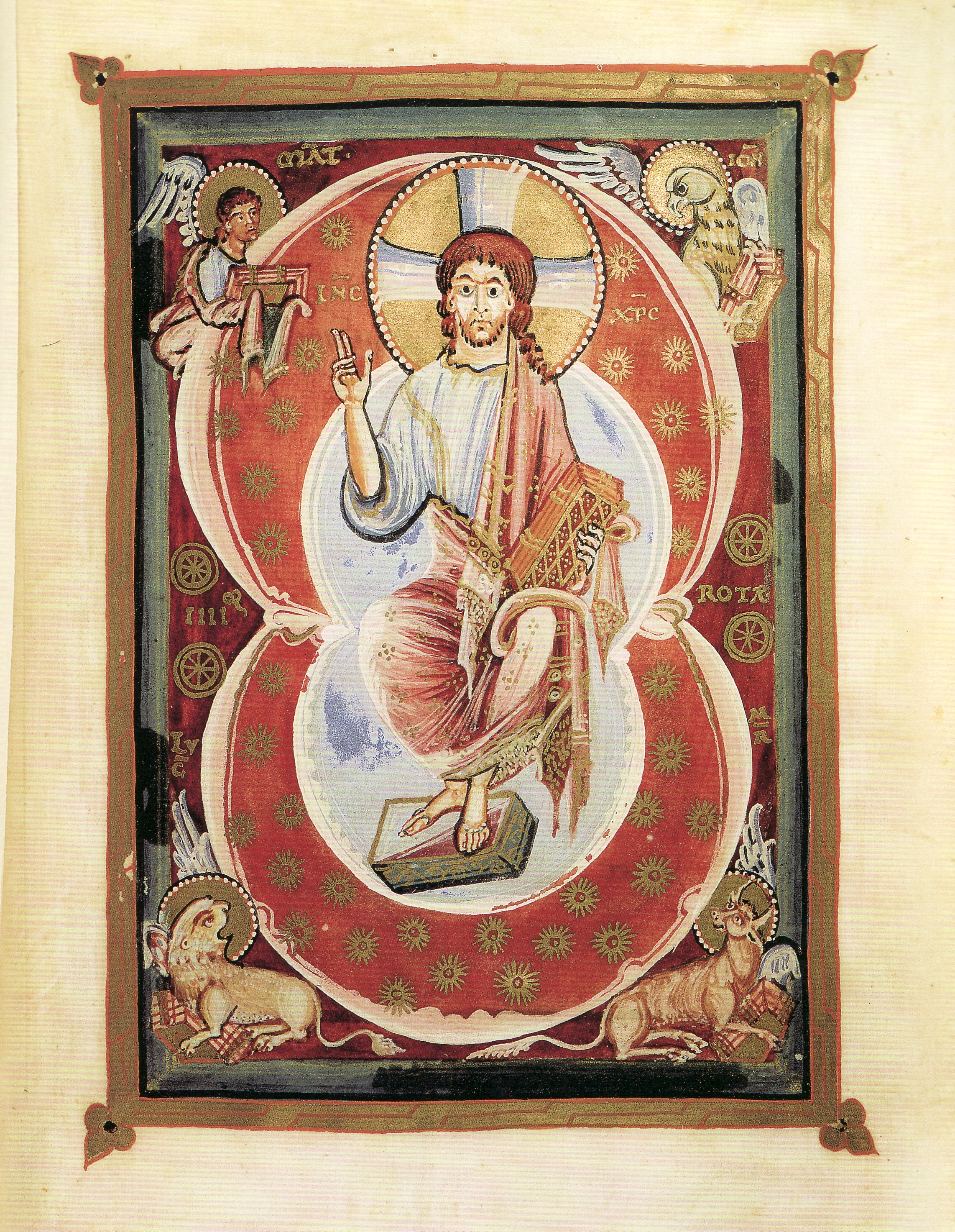
Miniature du Codex Hitda (XIe siècle) - Bibl. Université de Darmstadt, Allemagne
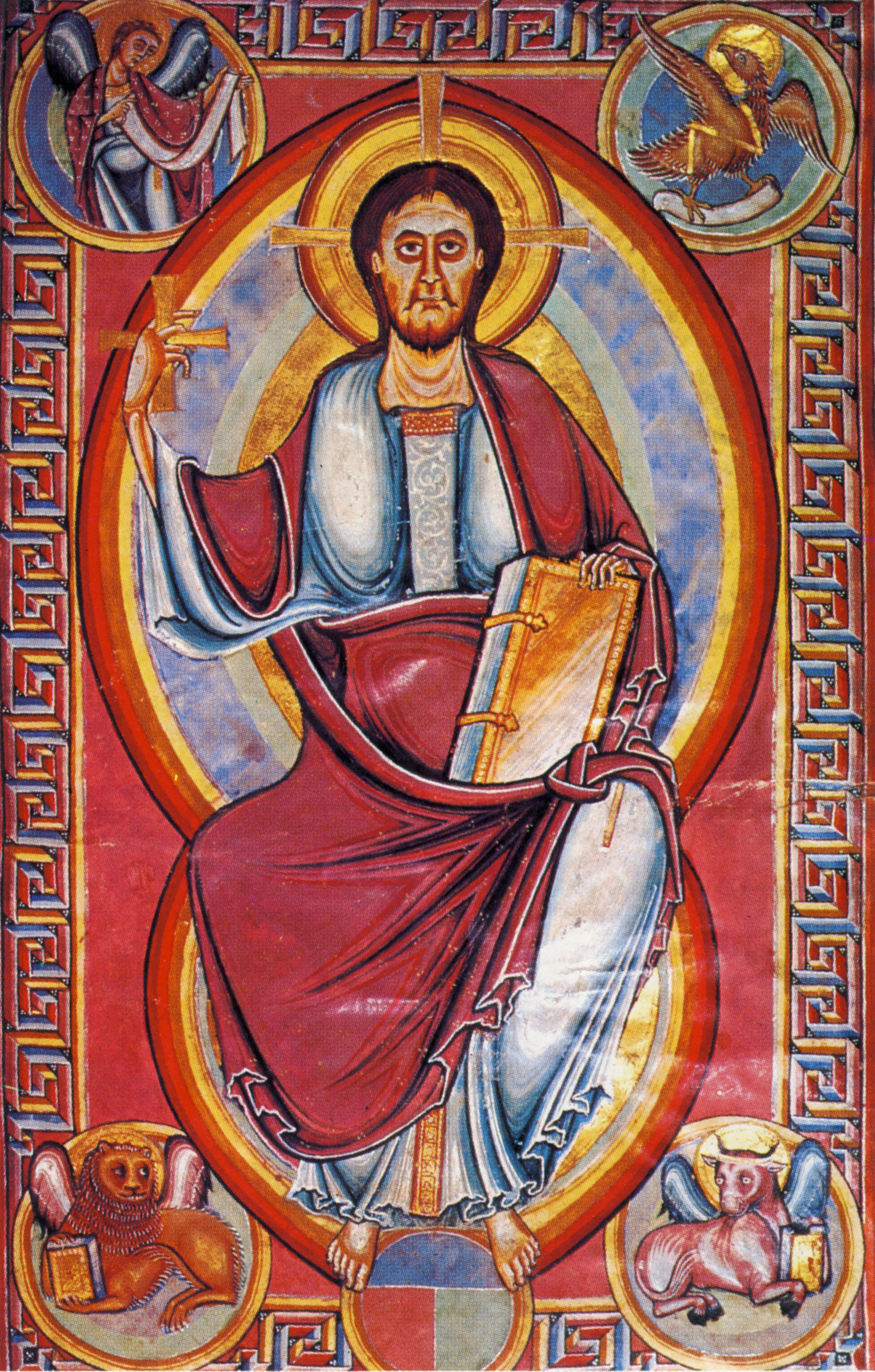
Bible de Stavelot (XIe siècle)
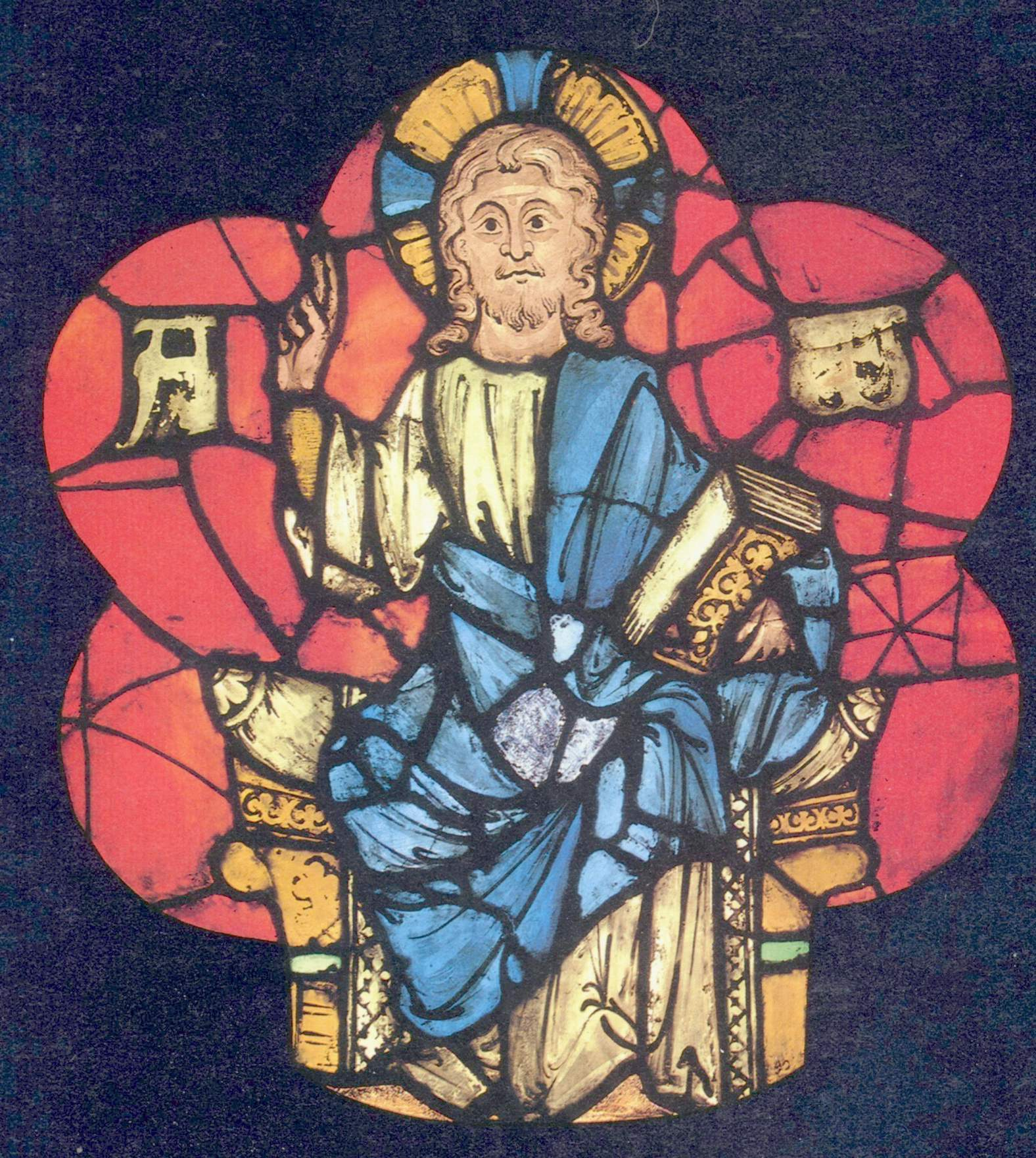
Maître rhénan vers 1240

- Fresques, mosaïques et peintures murales :

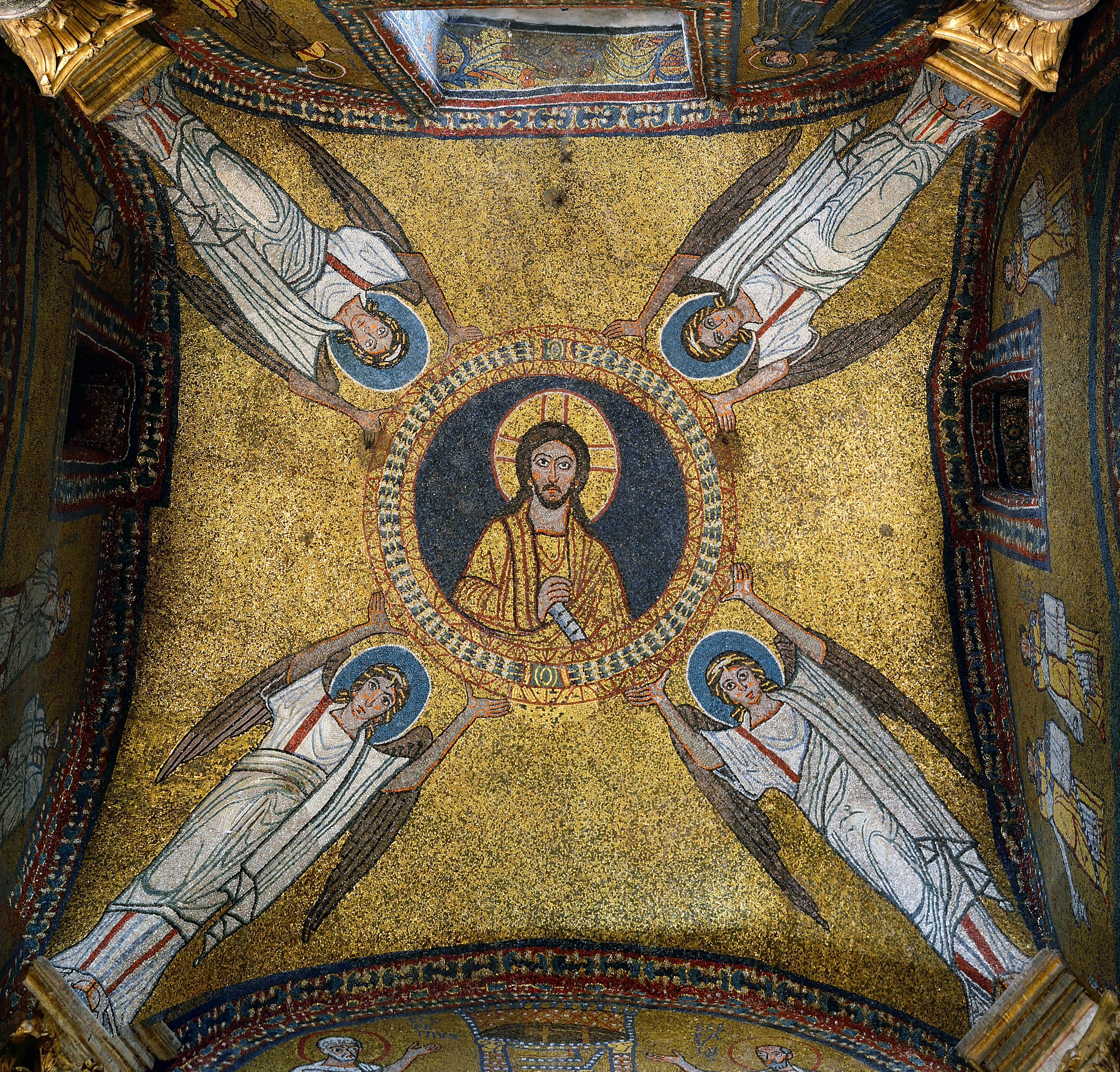
Mosaïque du Christ Pantocrator porté par quatre anges (VIIIe-IXe siècles), Basilique Santa Prassede à Rome
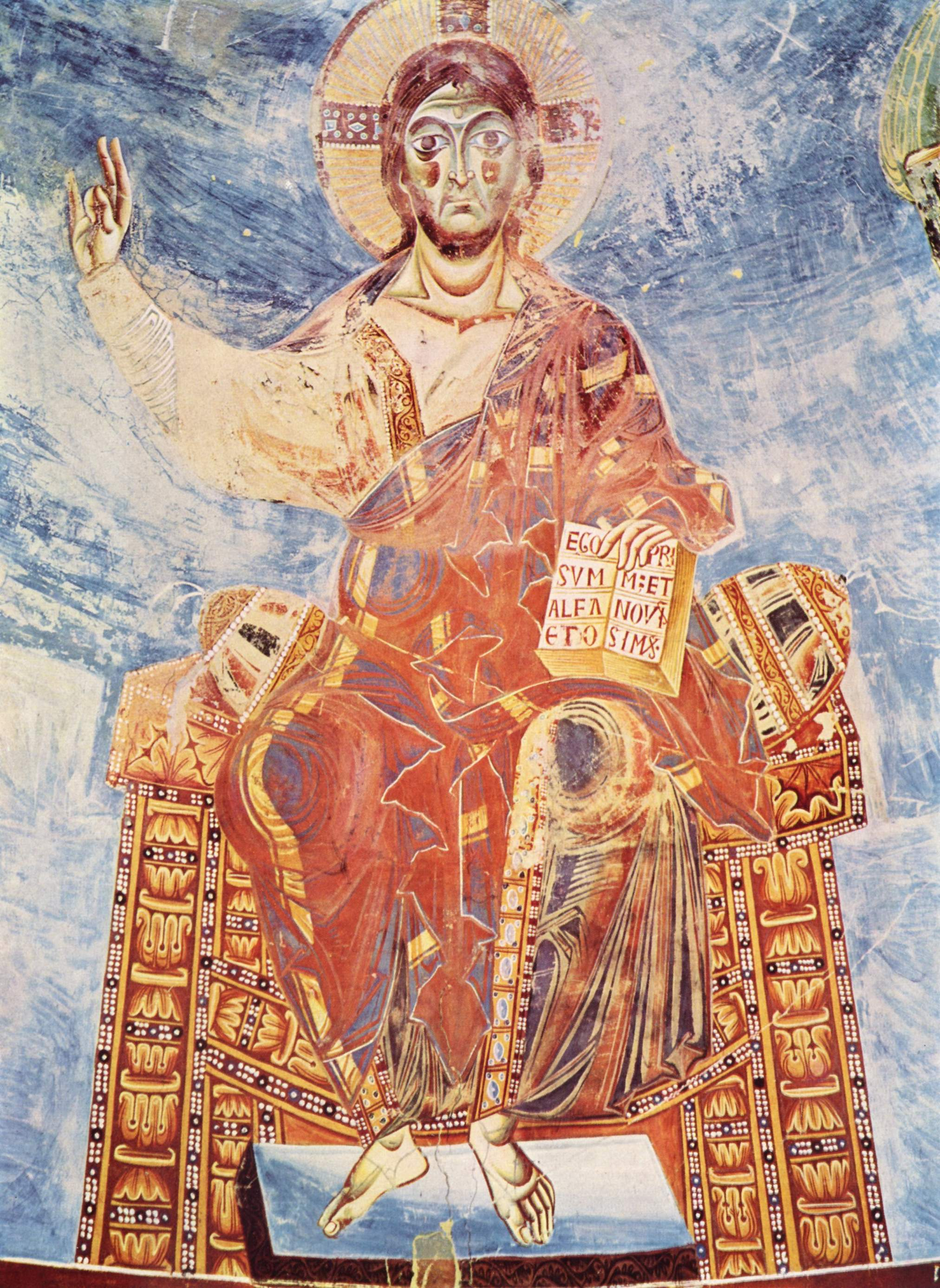
Fresque fin XIe s., abbaye Sant'Angelo in Formis, Capoue (Italie du sud)
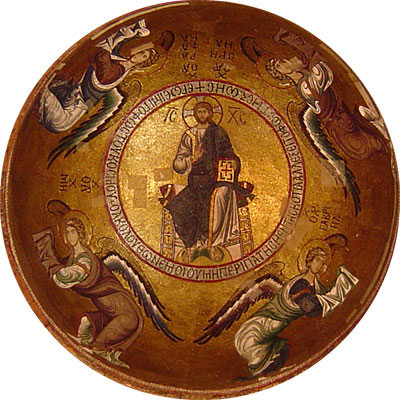
Mosaïque du Christ Pantocrator (XIIe s.), coupole de l'Église de la Martorana de Palerme, Sicile
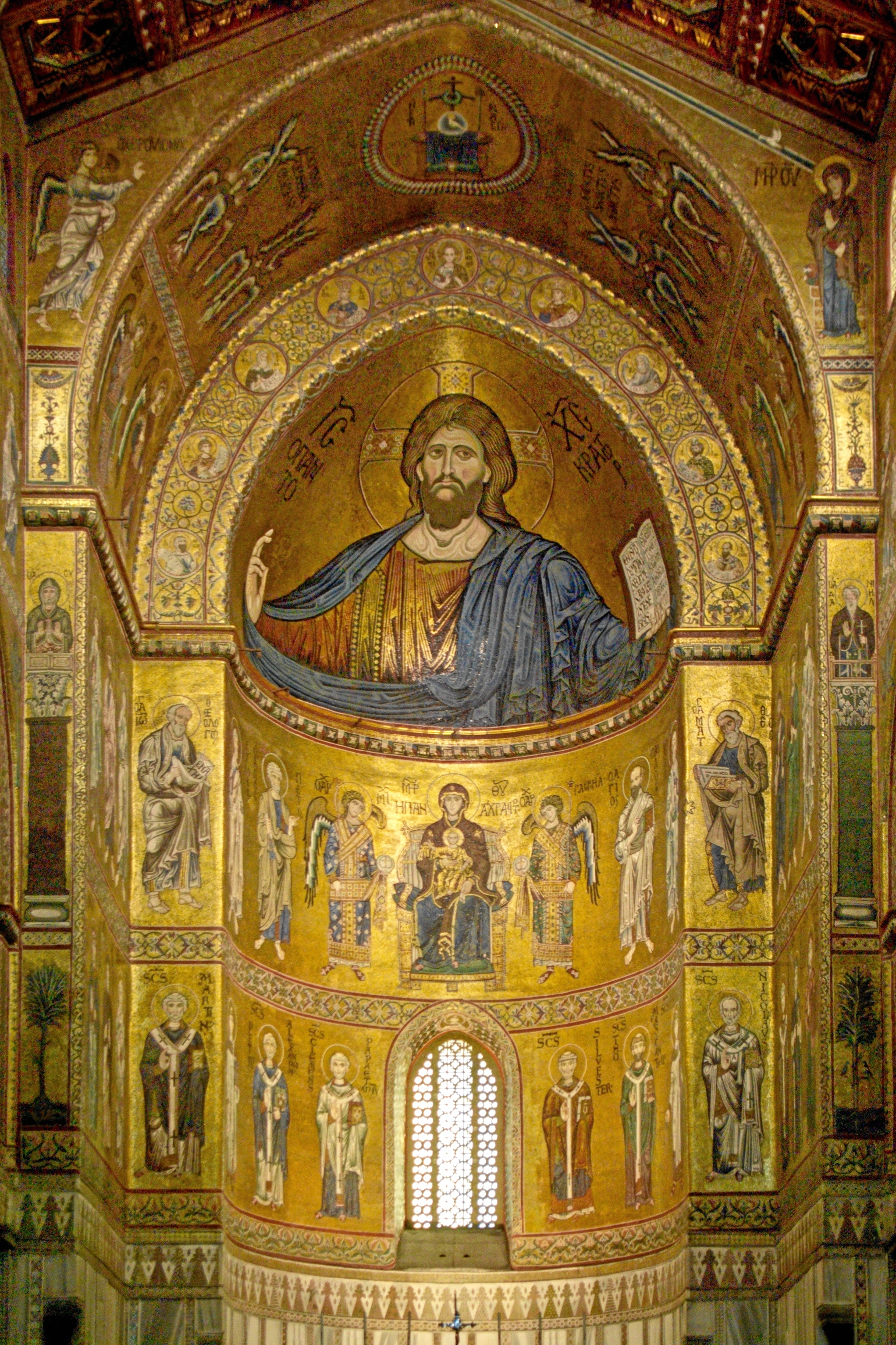
Mosaïque du Christ Pantocrator (XIIe s.) Abside de la Cathédrale de Monreale, Palerme, Sicile
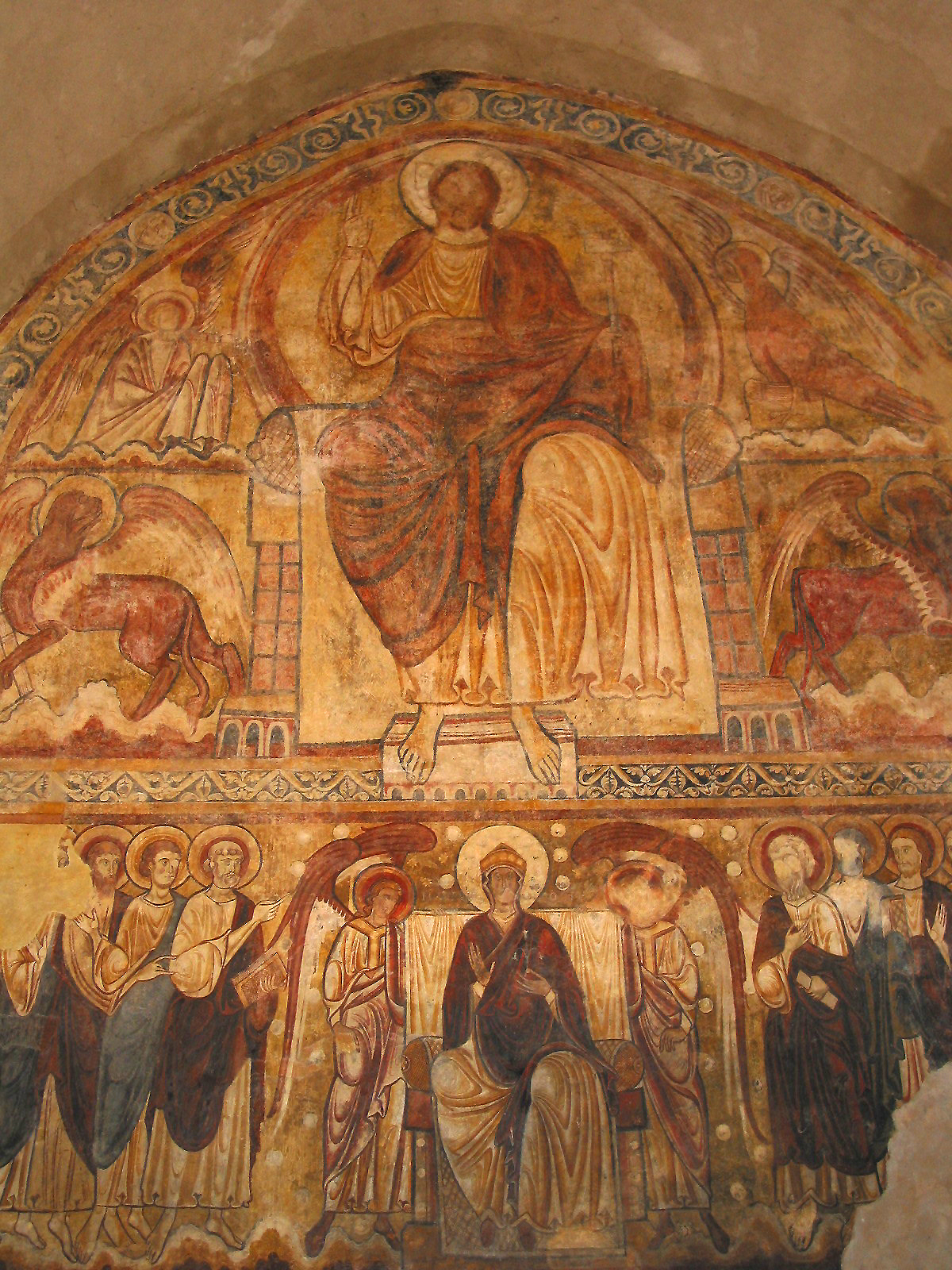
Fresque du réfectoire de l'abbaye Abbaye Saint-André de Lavaudieu - XIIe s. (Haute-Loire, France)
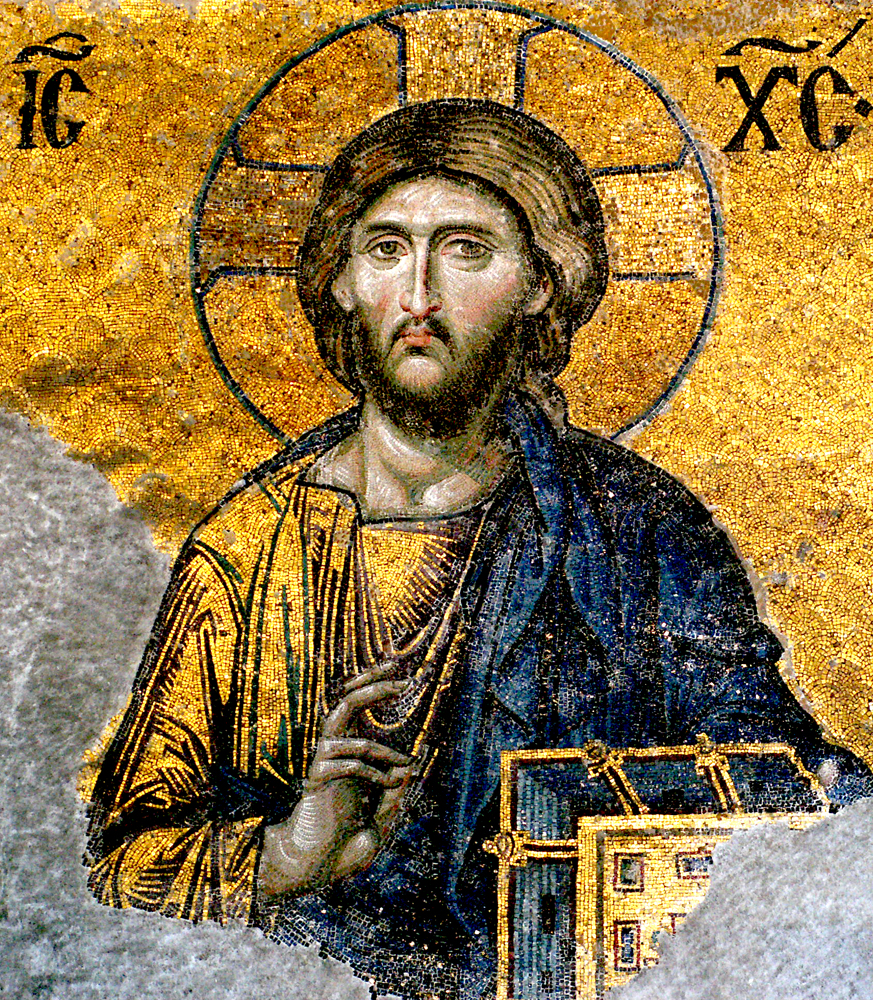
Mosaïque de la Déisis (XIIIe s.) à Sainte-Sophie (Istanbul, Turquie)
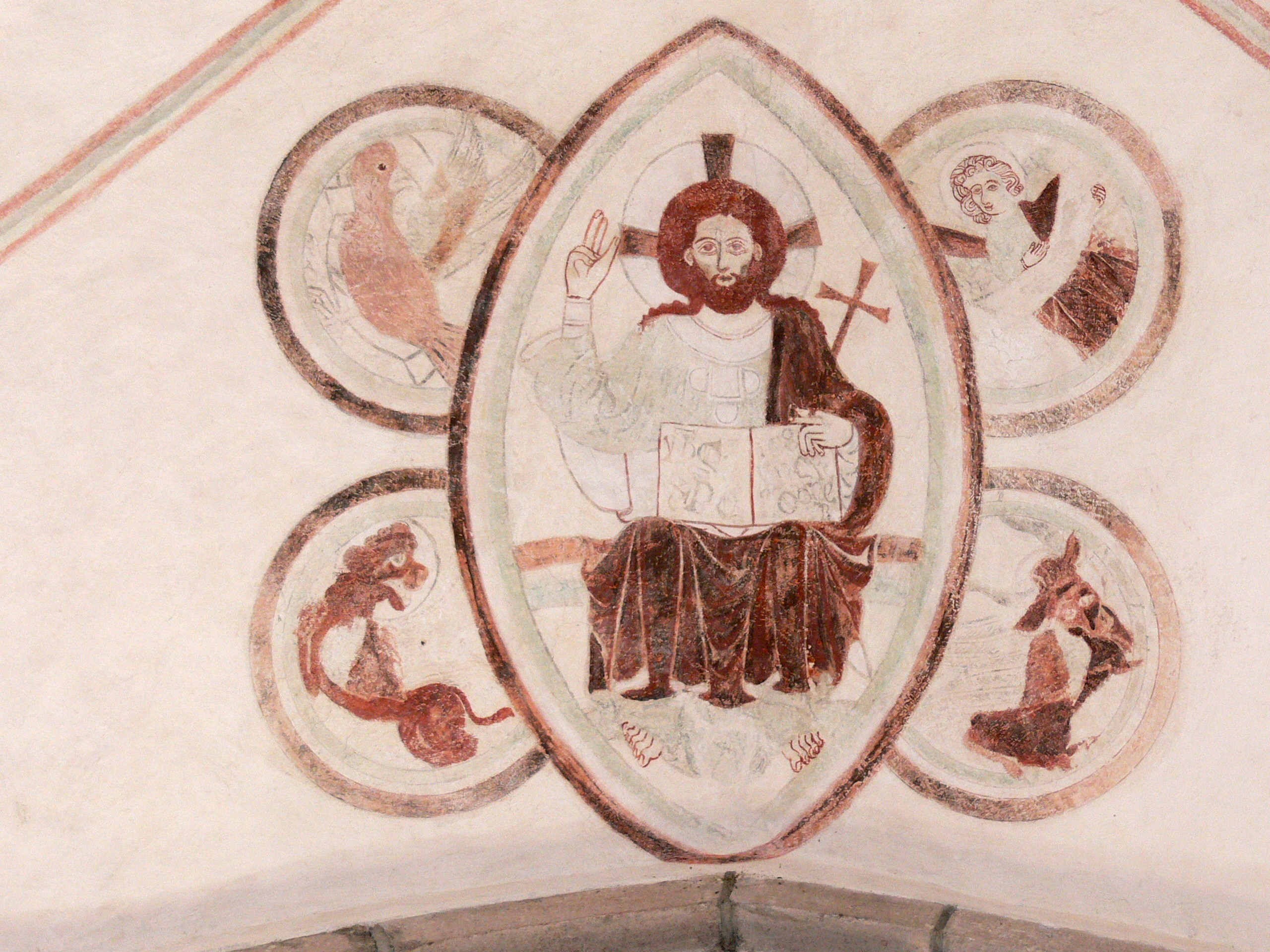
Peinture murale (XIVe s. ?), église de Grötlingbo (Gotland - Suède)
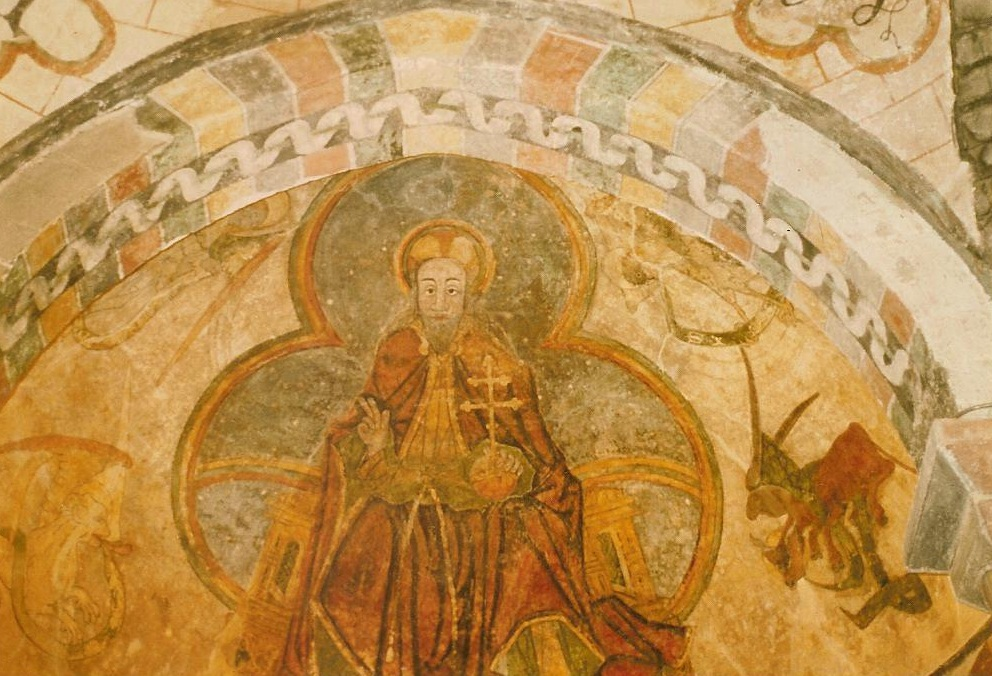
Fresque du XVe siècle, église Saint-Martin à Jaleyrac (Cantal, France)

- Tableaux et icônes :

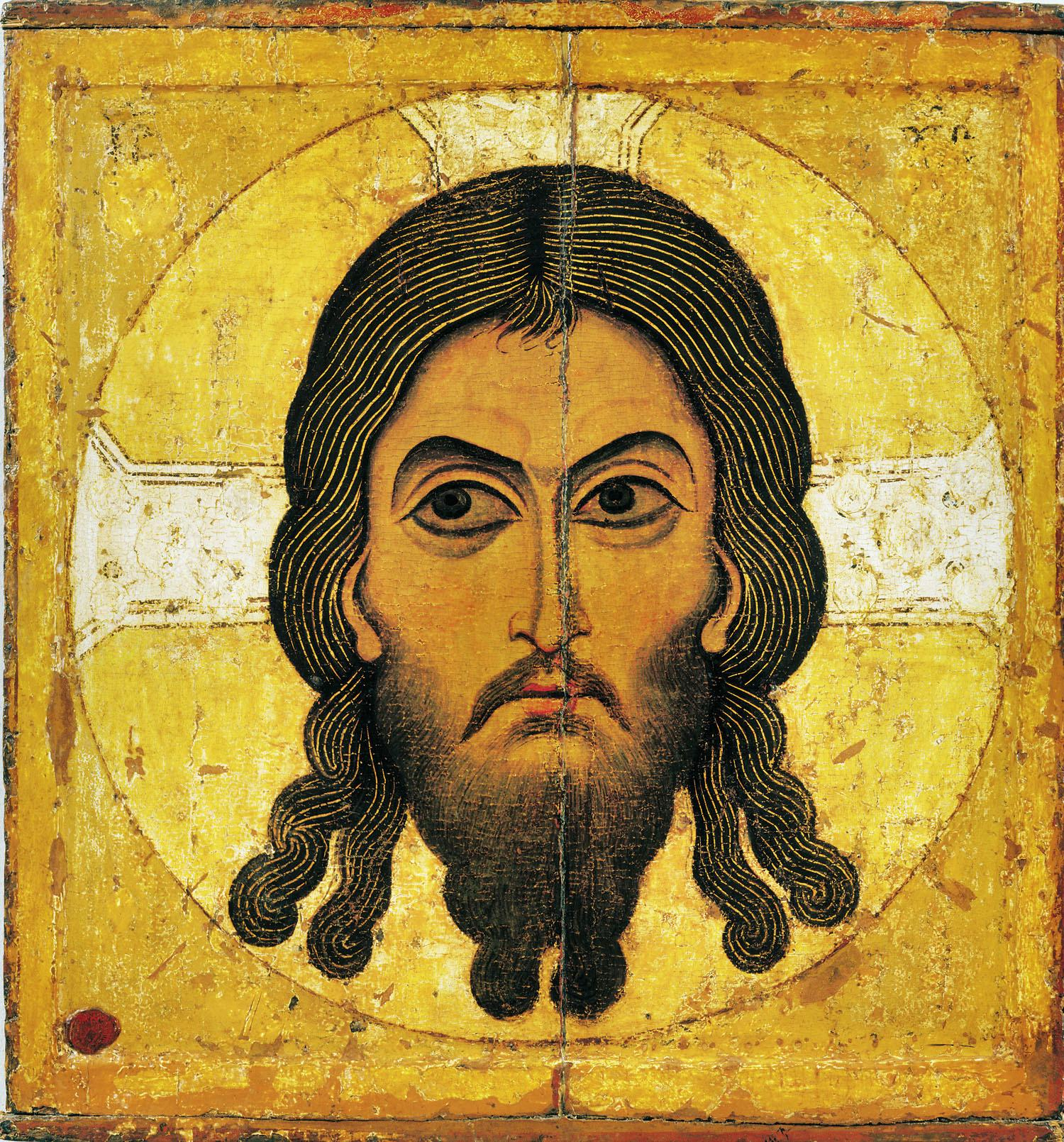
Sainte-Face (Novgorod)-Moscou (XIIe s.)
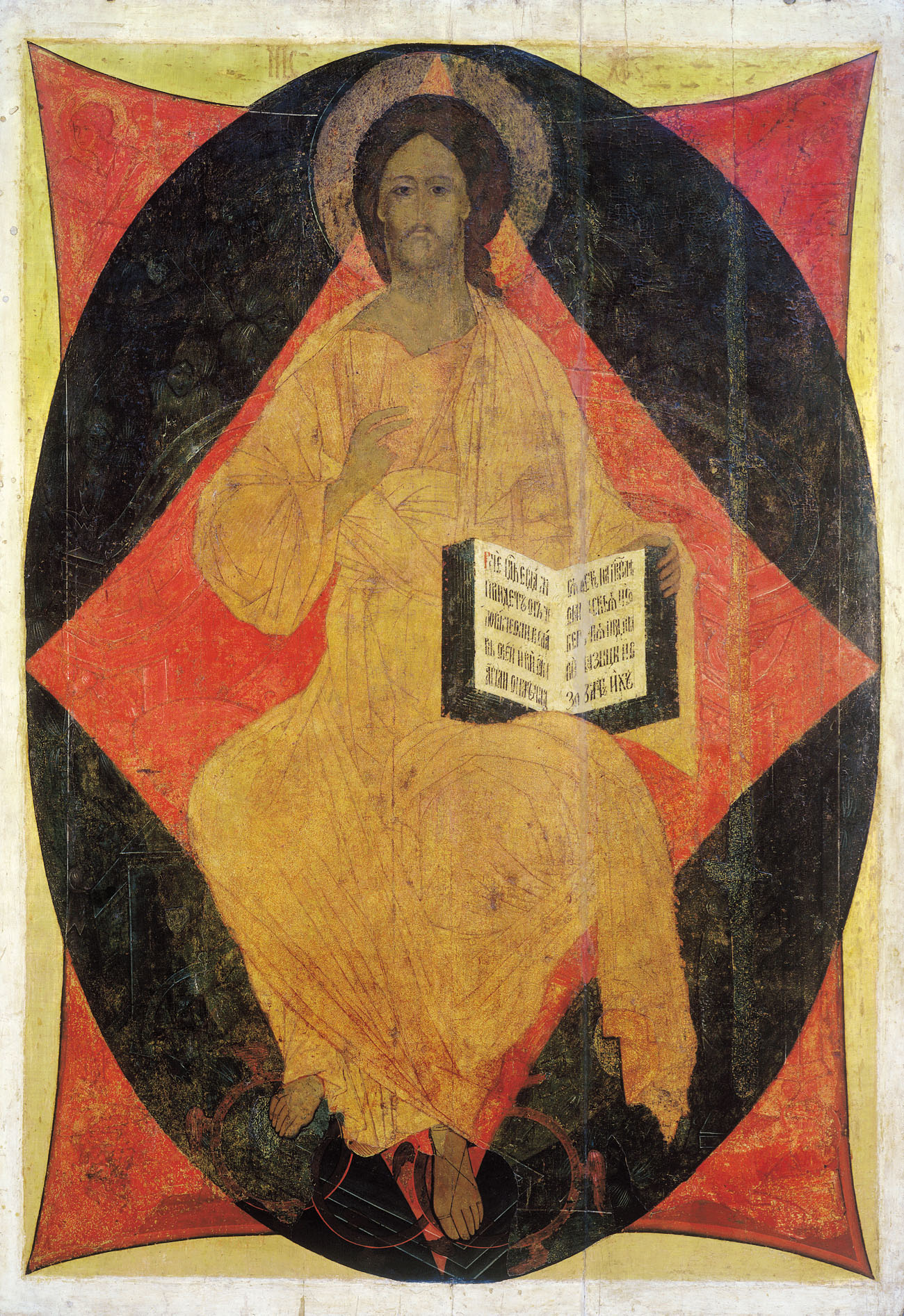
Andreï Roublev (1408)
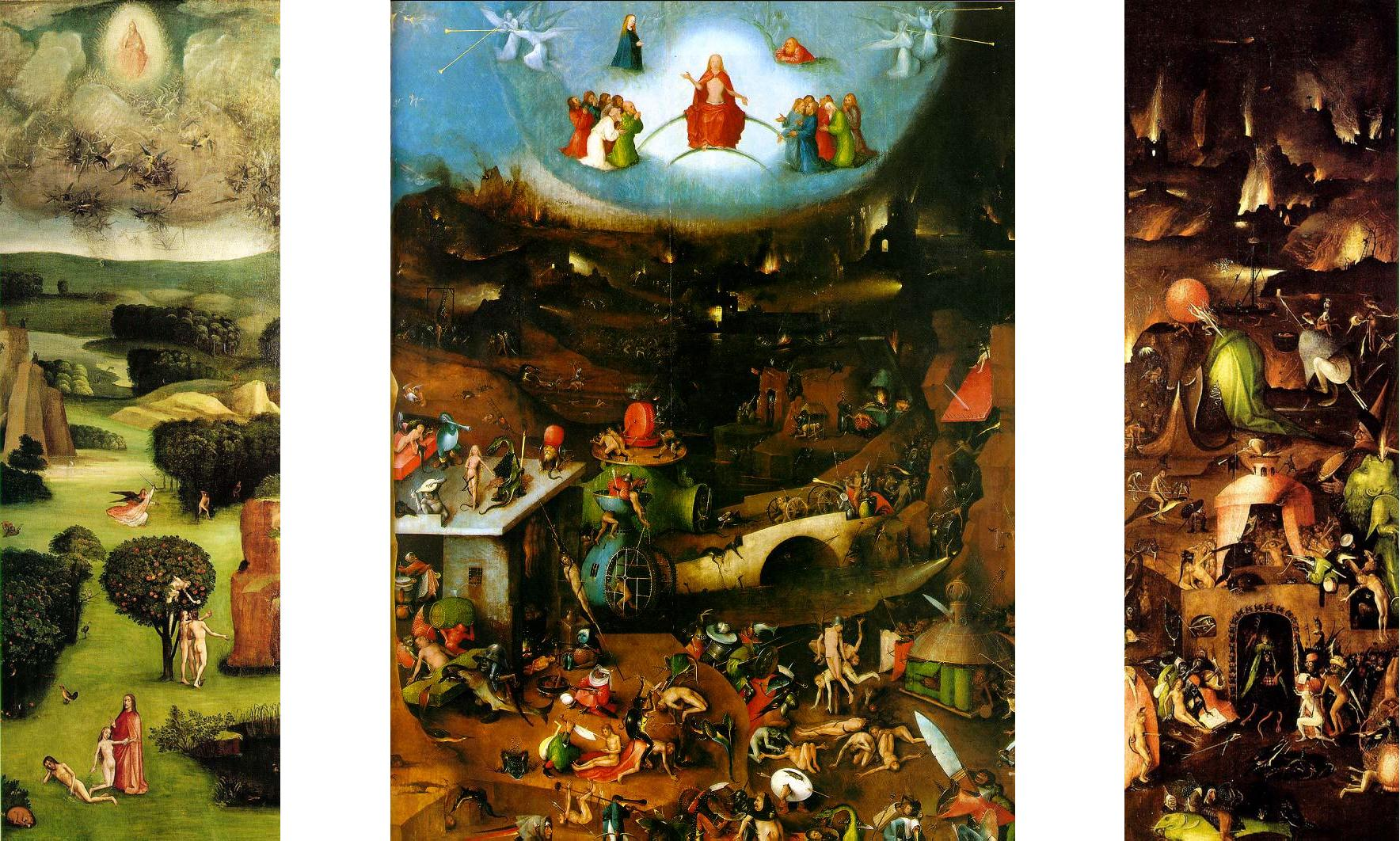
Bosch (vers 1482-1516)

- Sculptures :

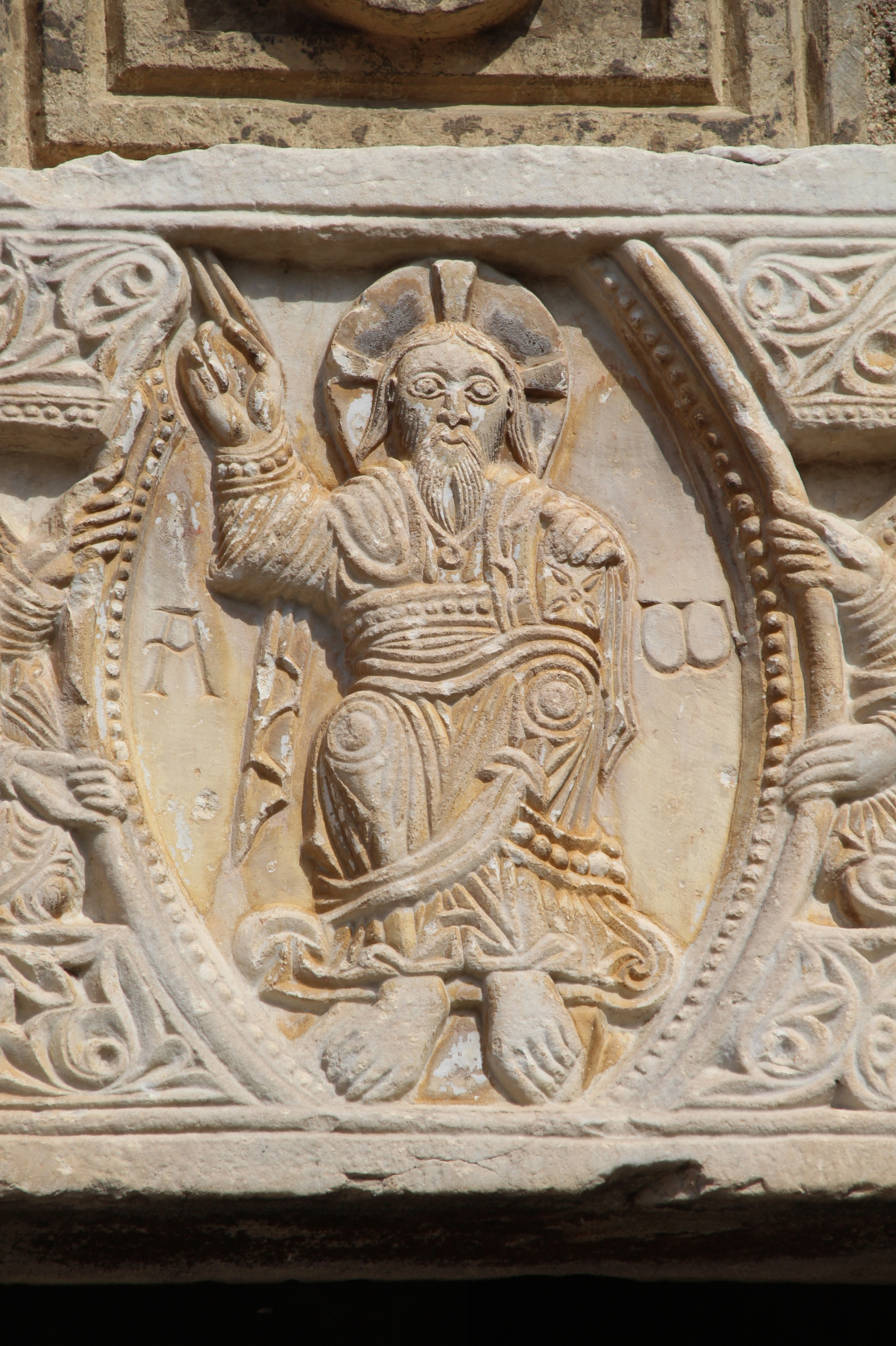
Église Saint-André-de-Sorède Linteau du portail ouest, XIe s.
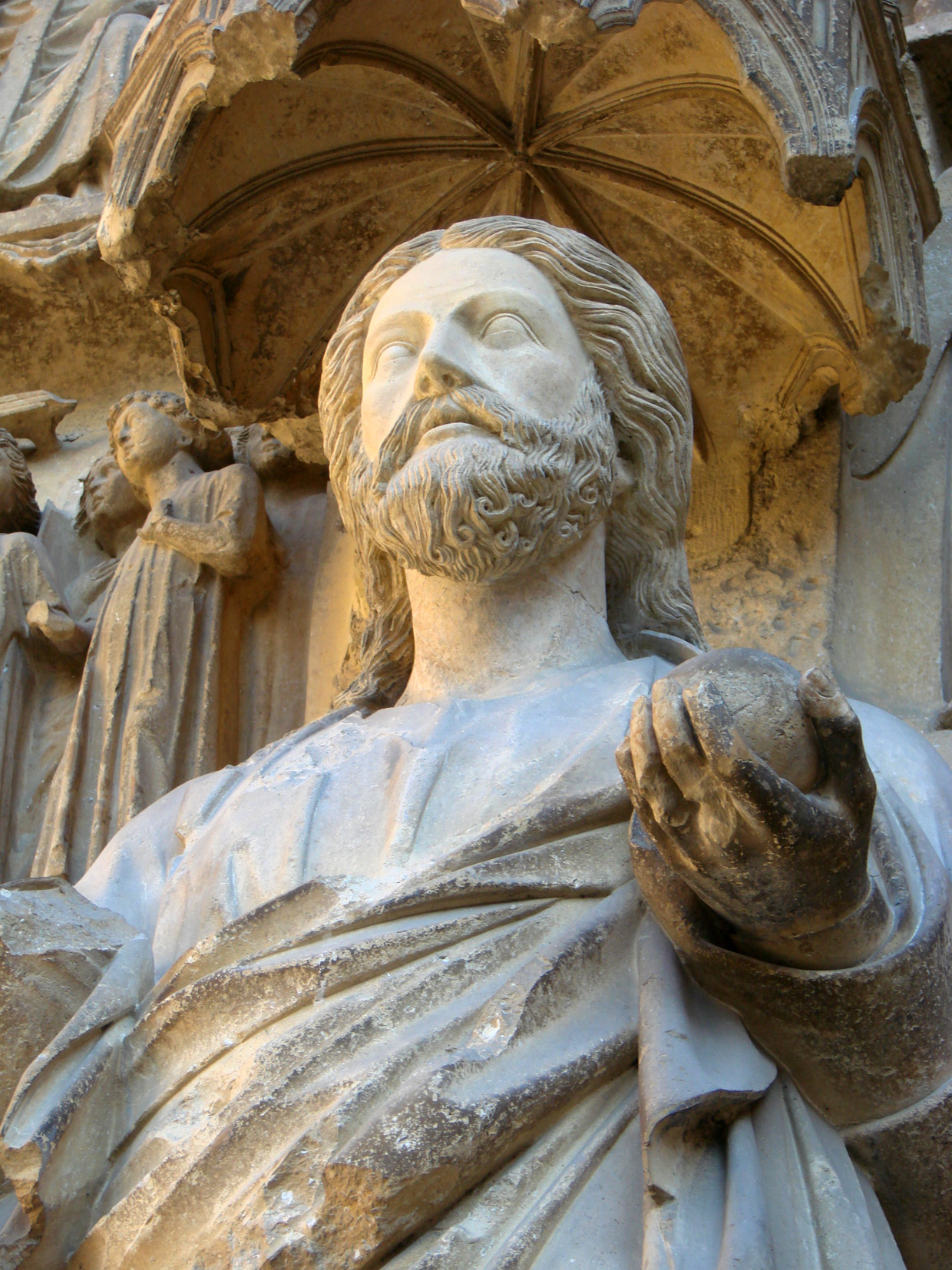
Portail nord cathédrale Notre-Dame de Reims, XIIIe s.
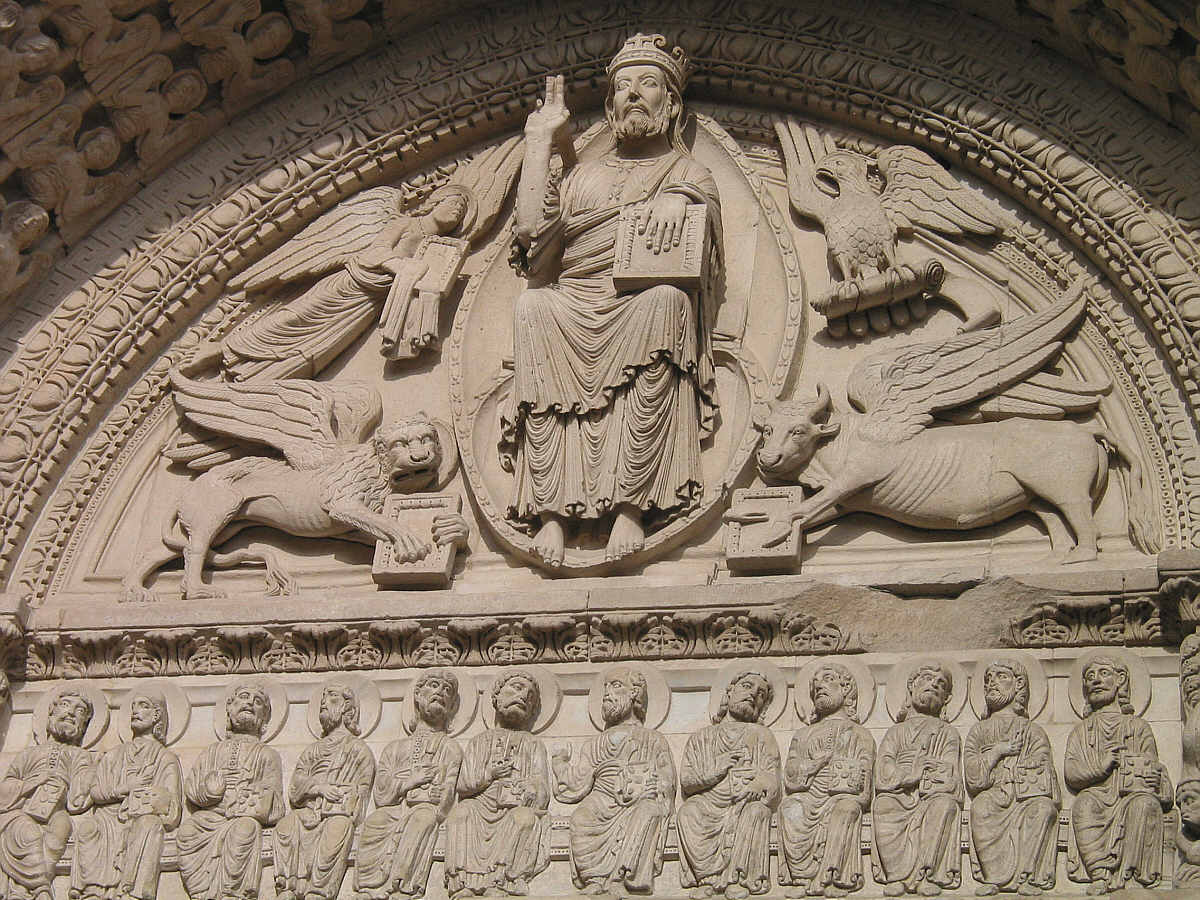
Tympan de la cathédrale Saint-Trophime d'Arles, XIIe s.
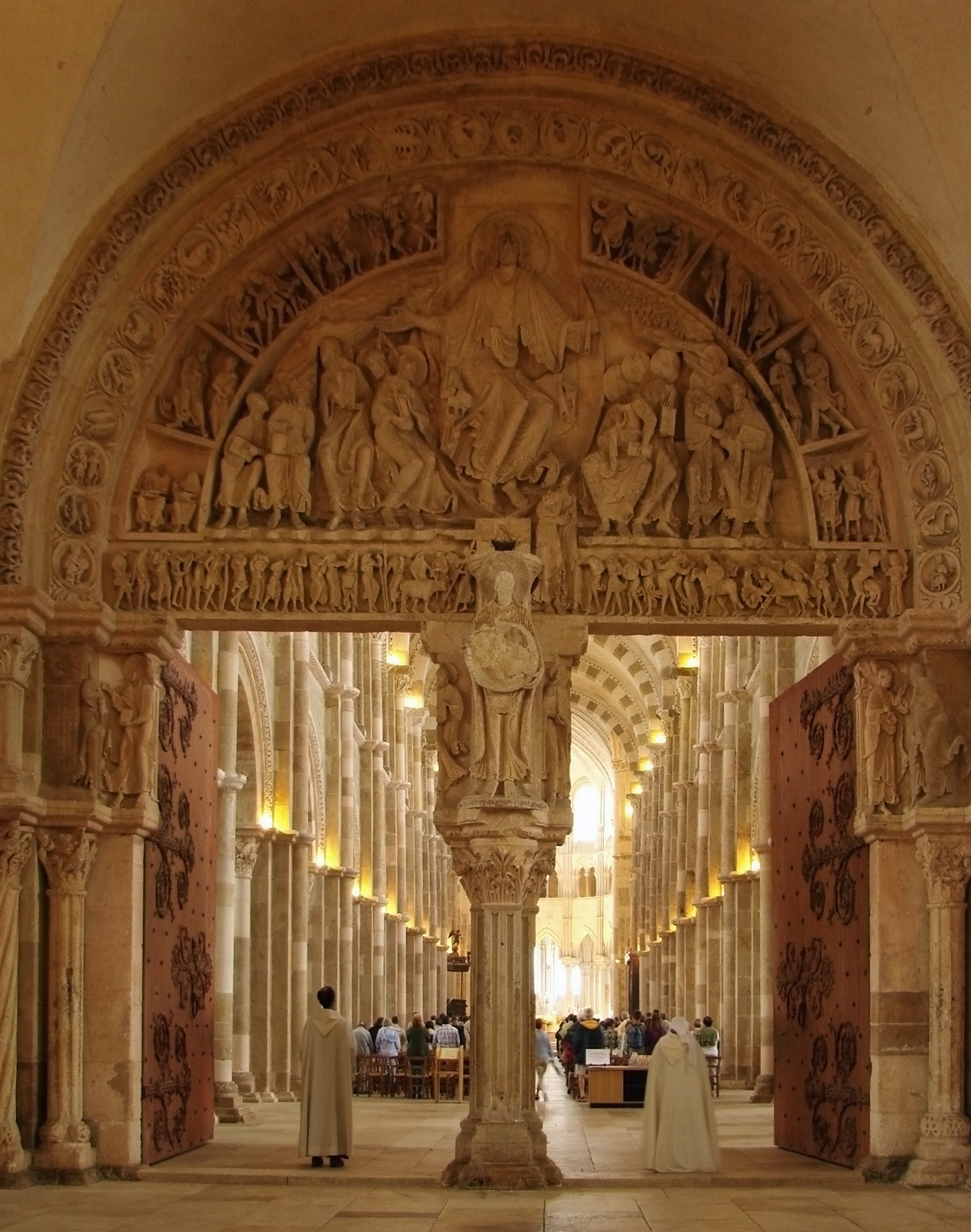
Tympan central du narthex, Basilique Sainte-Marie-Madeleine de Vézelay, milieu du XIIe siècle
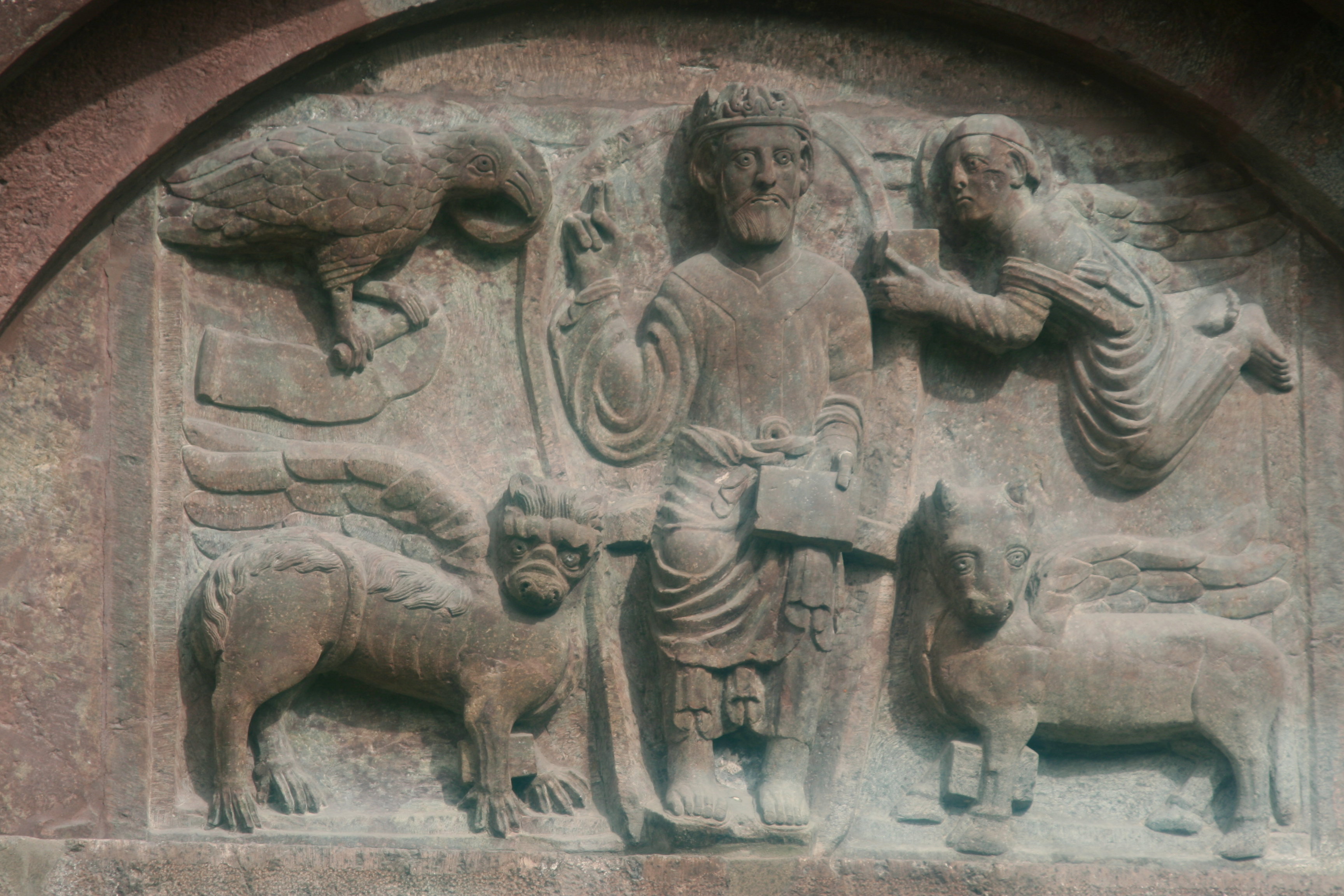
Tyrol
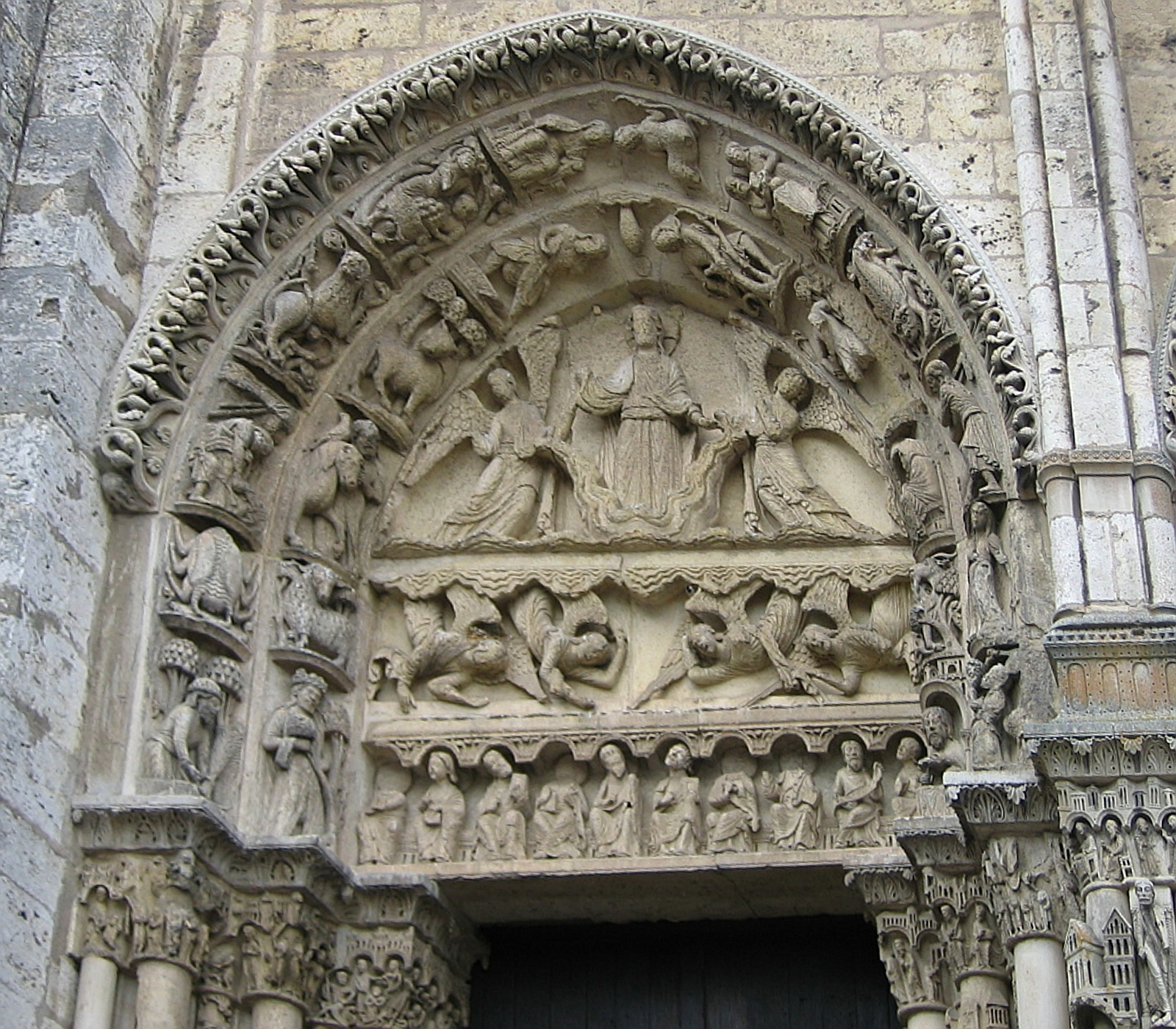
Chartres
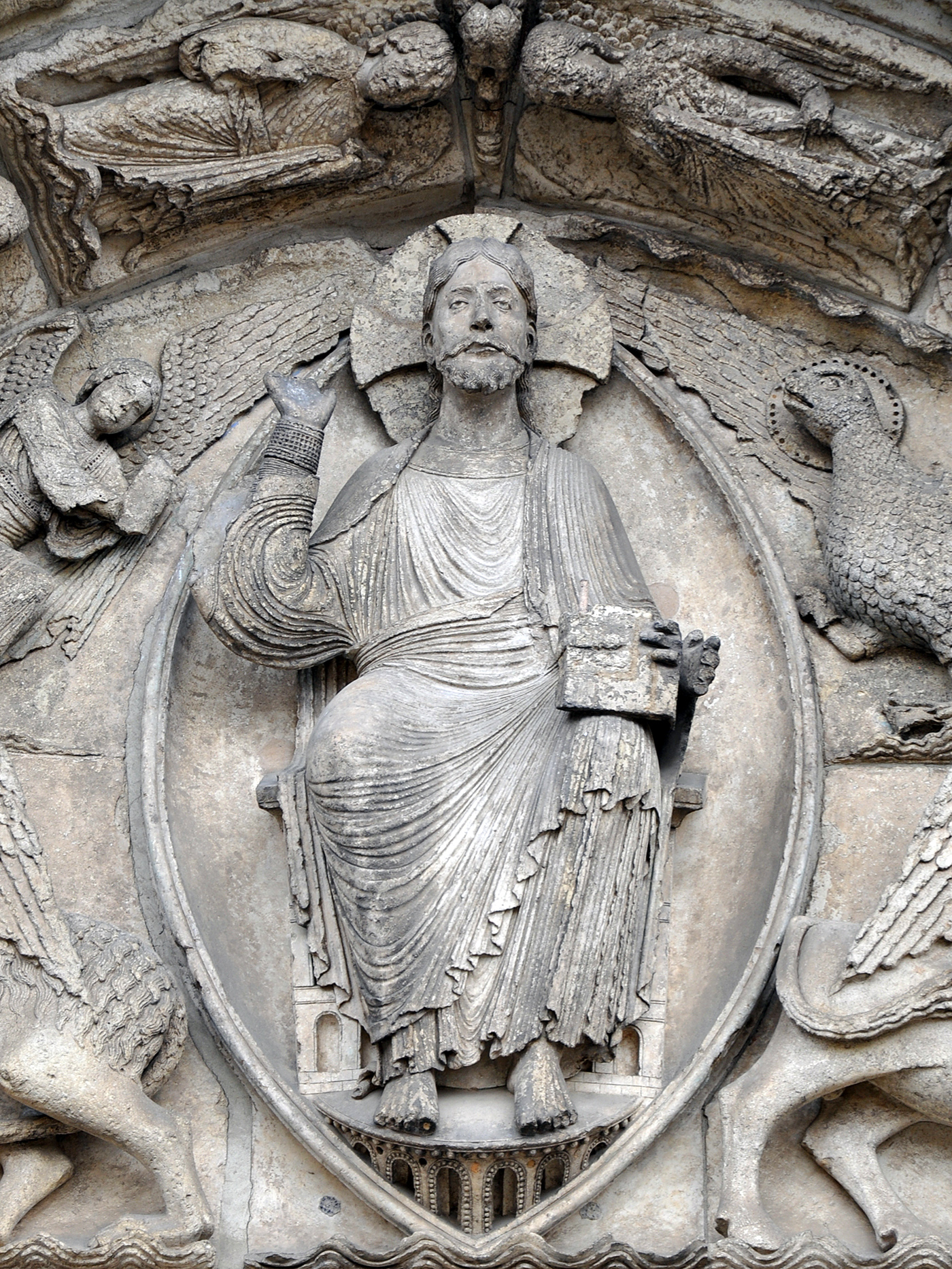
Tympan central du portail royal de la cathédrale de Chartres
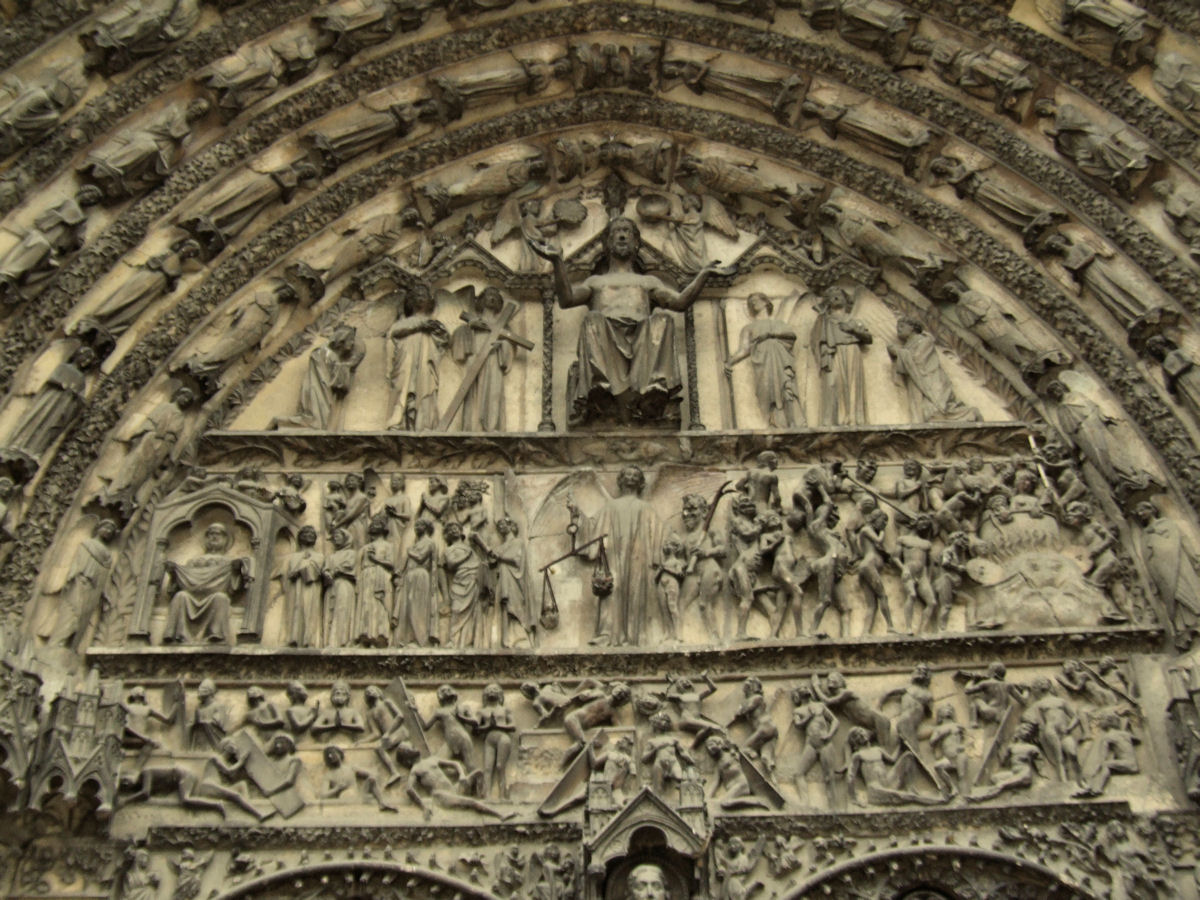
Bourges
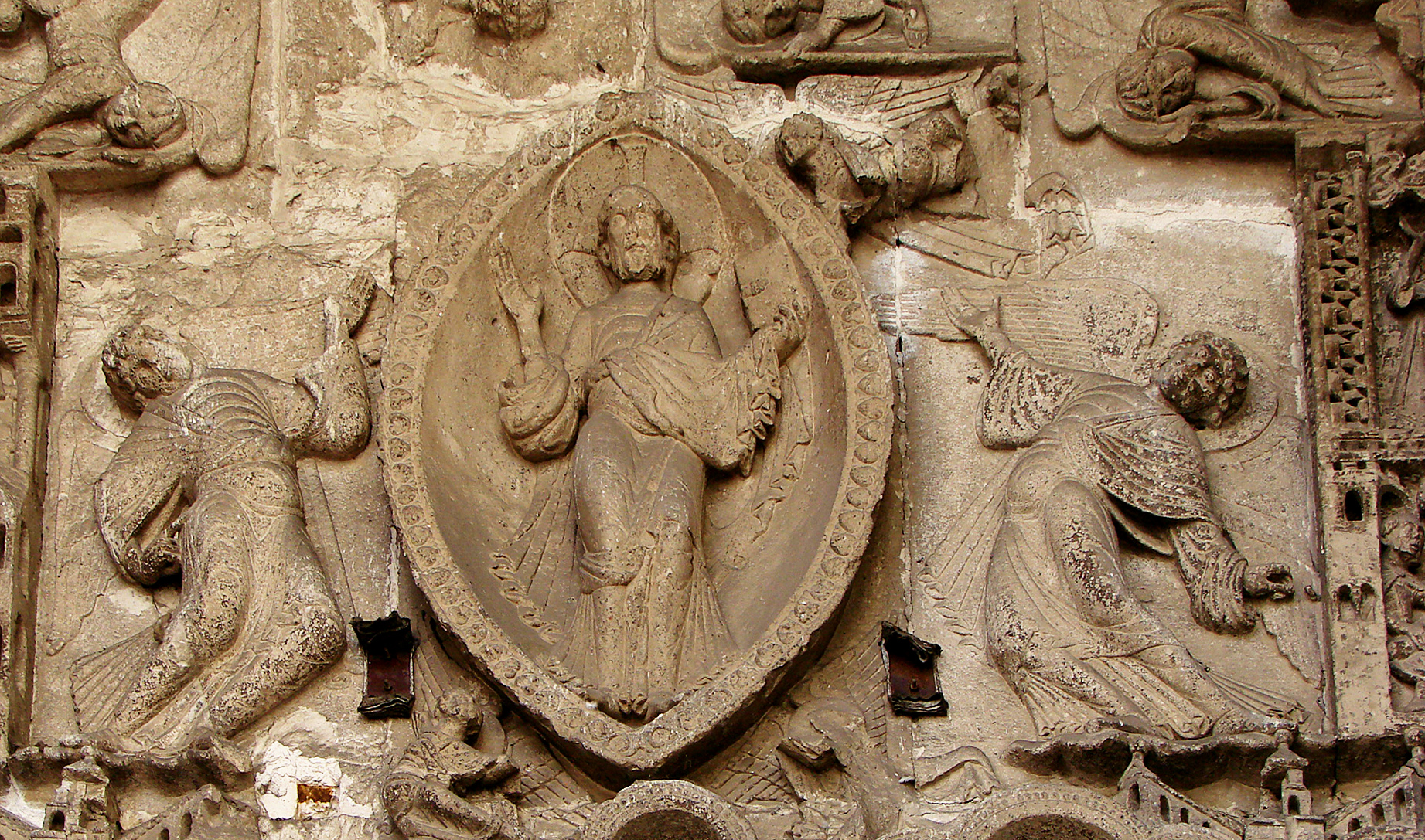
Cahors

## Prolongement
- Évolution du thème à partir aux XVe et XVIIe siècles et jusqu'à nos jours :

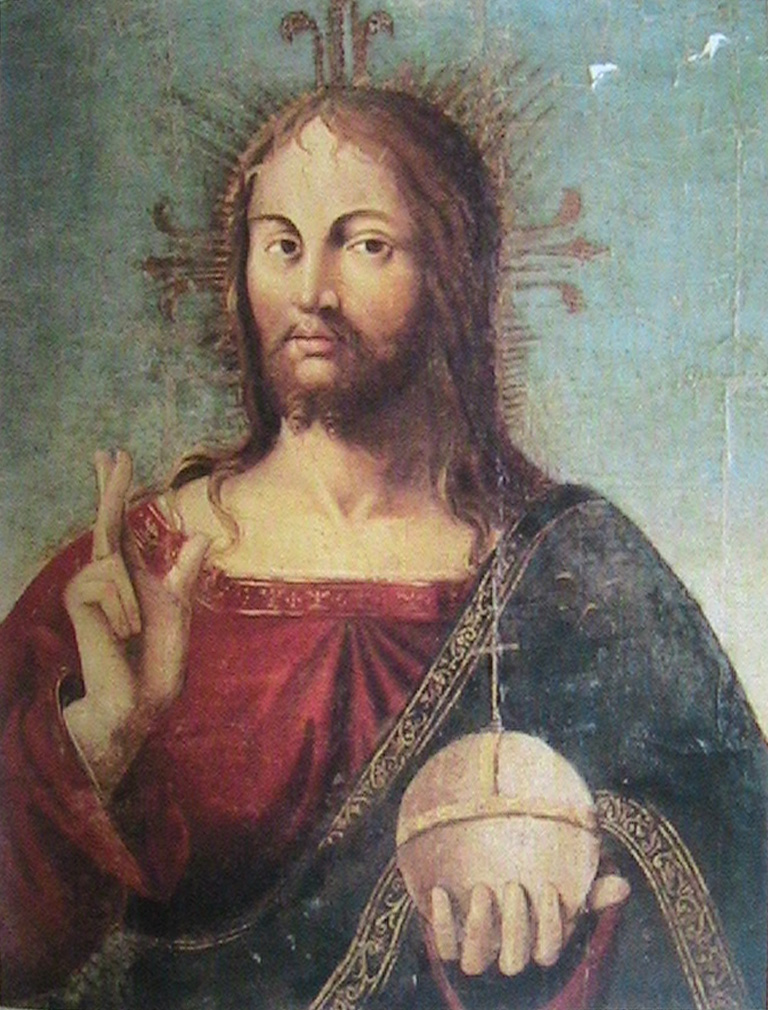
Antonello da Messina – Christ Salvator Mundi, XVe
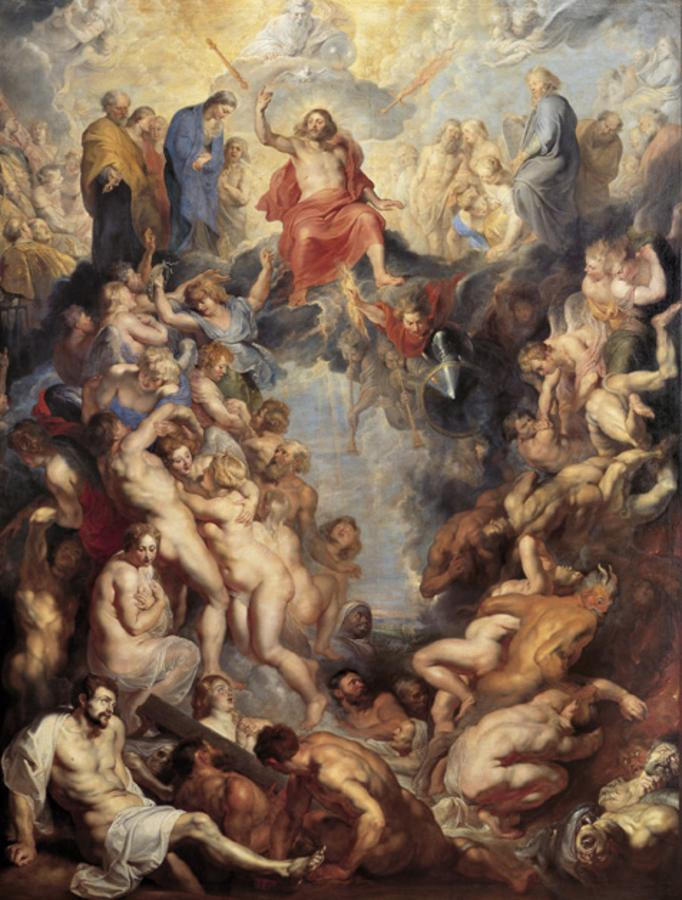
Rubens - Le Grand Jugement dernier (1616-1617) - Alte Pinakothek Munich
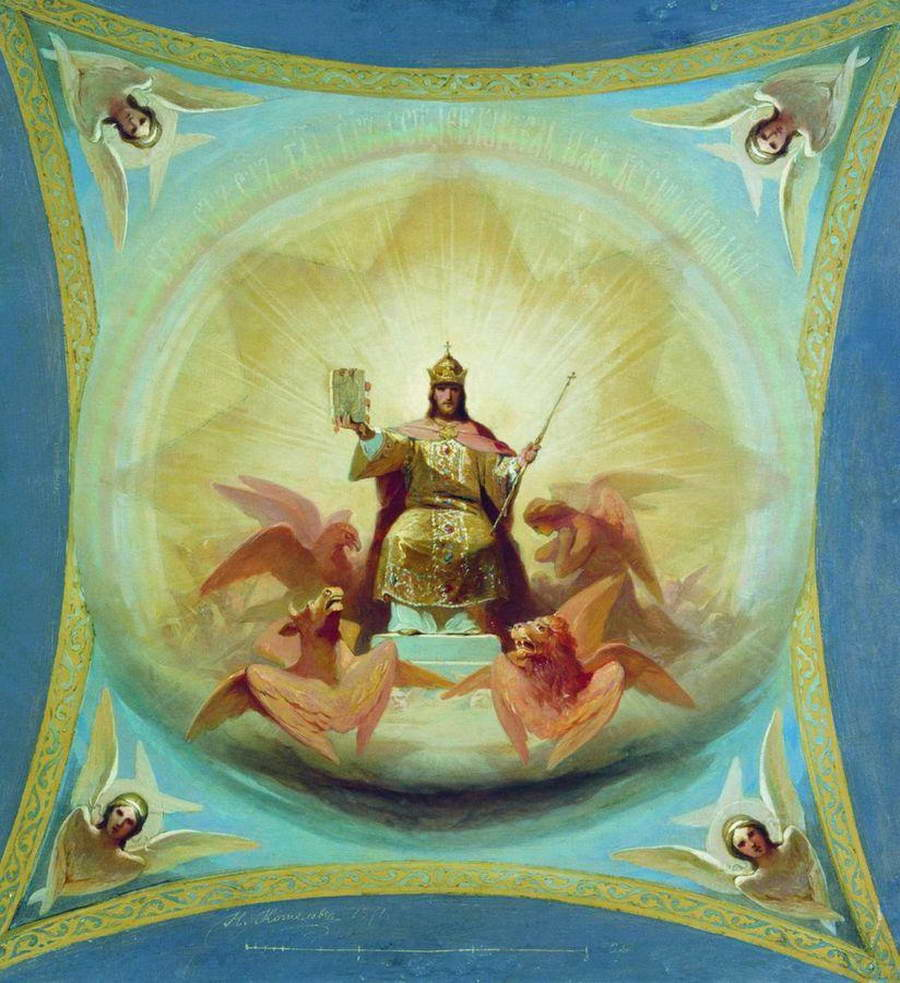
Projet de fresque pour la Cathédrale du Christ-Sauveur à Moscou (1874) par Nikolaï Kocheliov (musée de Nijni Novgorod)

- Le motif du Christ en majesté perdurera comme au fronton de l'église de la Madeleine à Paris (1833) et se retrouvera dans des sculptures monumentales (Espagne, Bolivie, Brésil, etc.) ou dans des formes dérivées comme celle du Sacré-Cœur à la fin du XIXe siècle et au-delà dans des tableaux comme ceux de la Miséricorde divine à Vilnius en 1934 ou en Pologne en 1943.

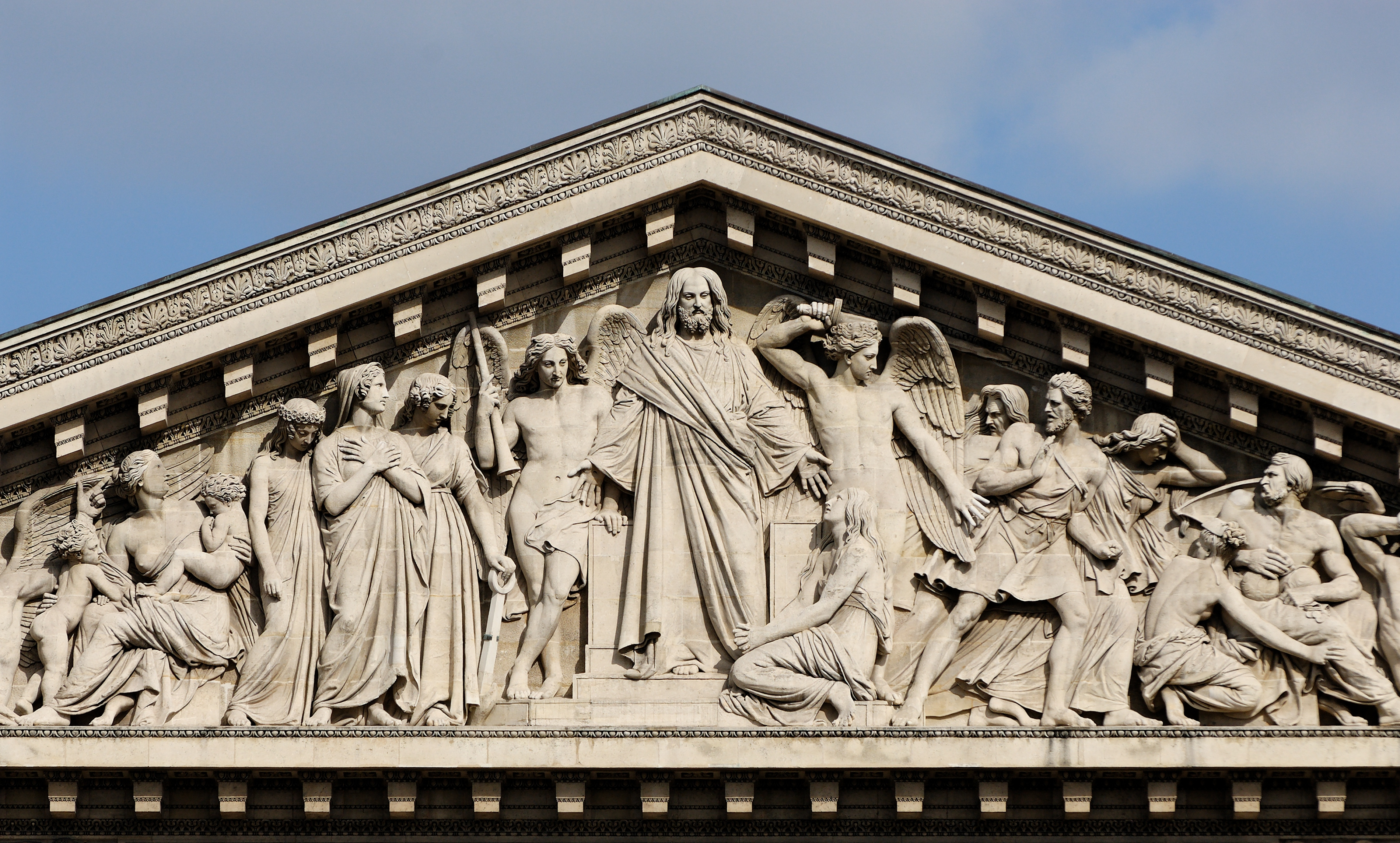
Église de la Madeleine à Paris
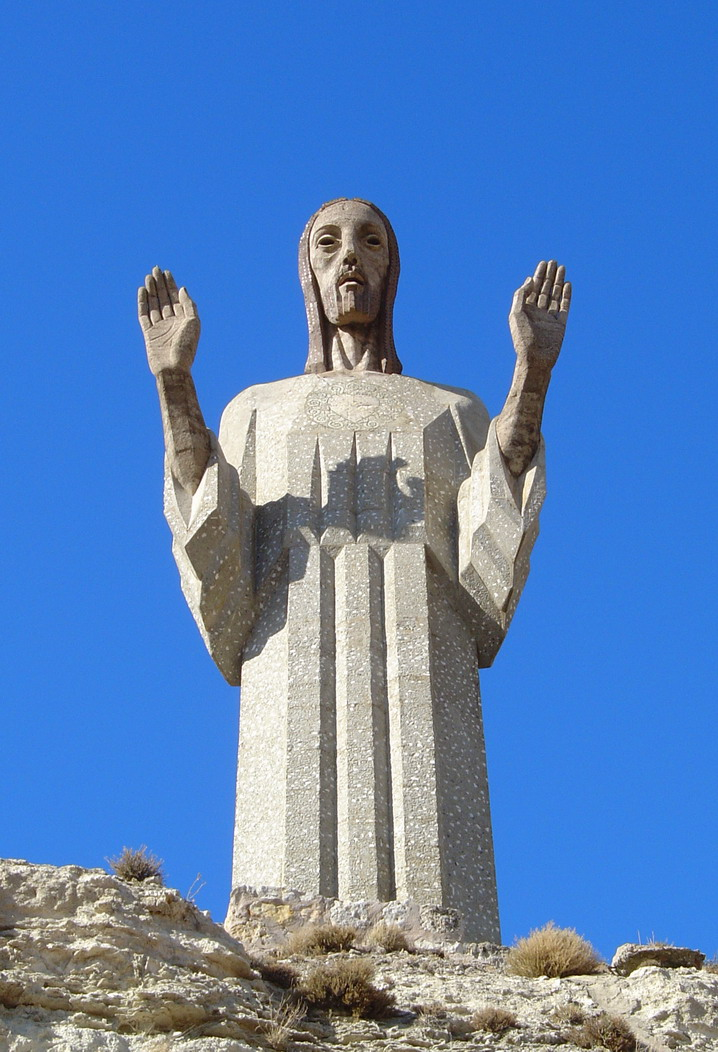
Palencia (Espagne)
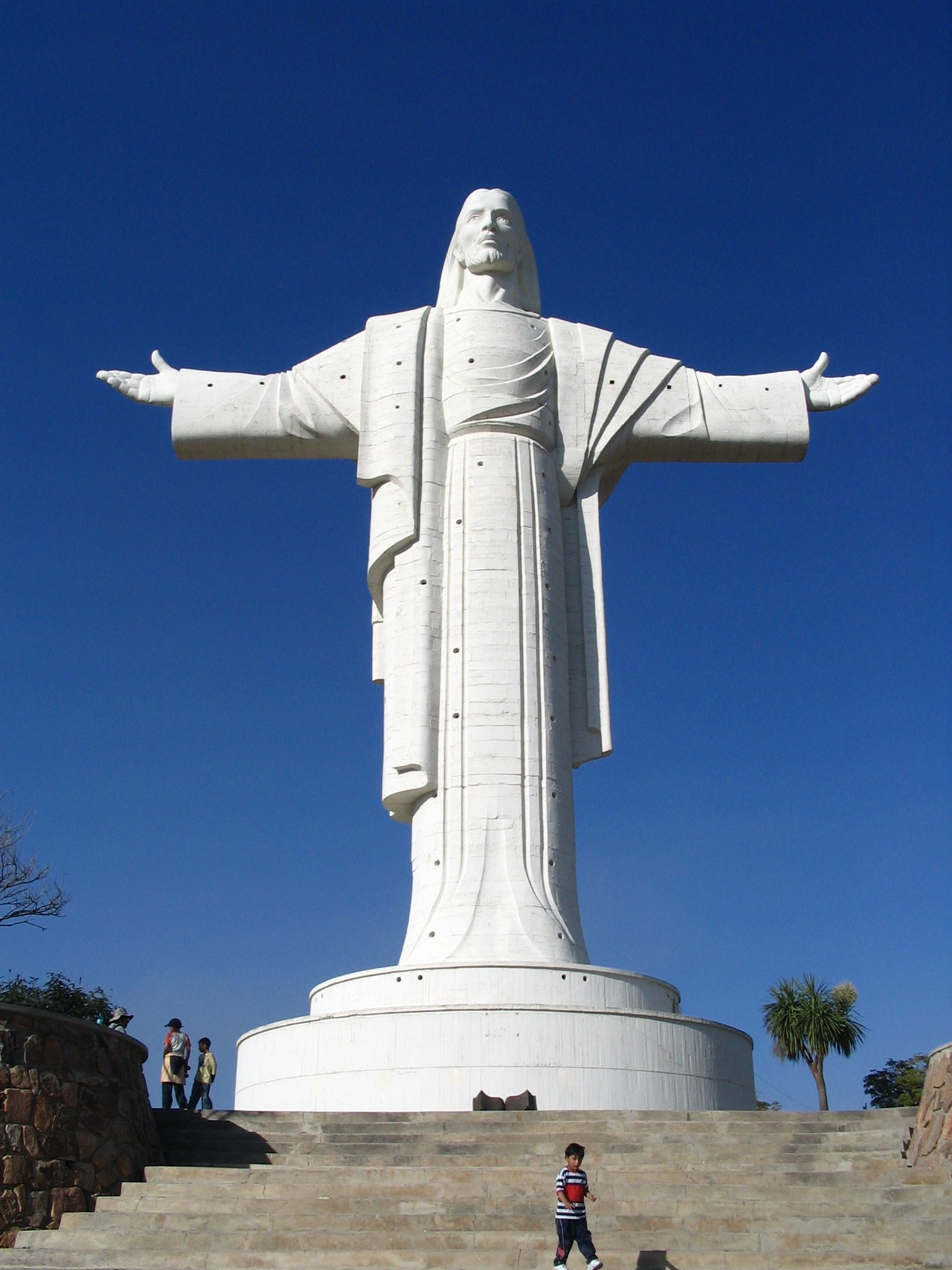
Cochabamba (Bolivie)
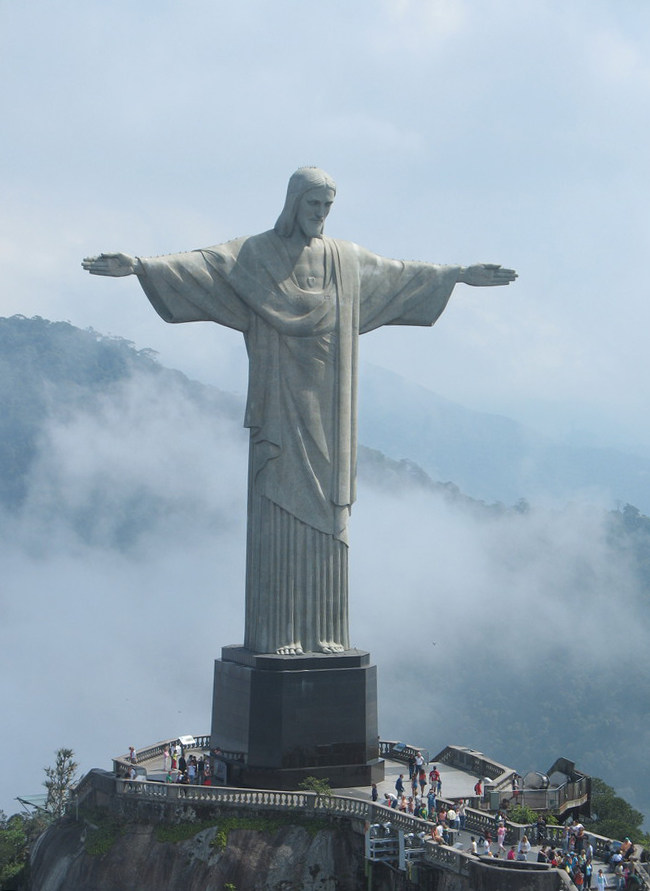
Rio de Janeiro (Corcovado)

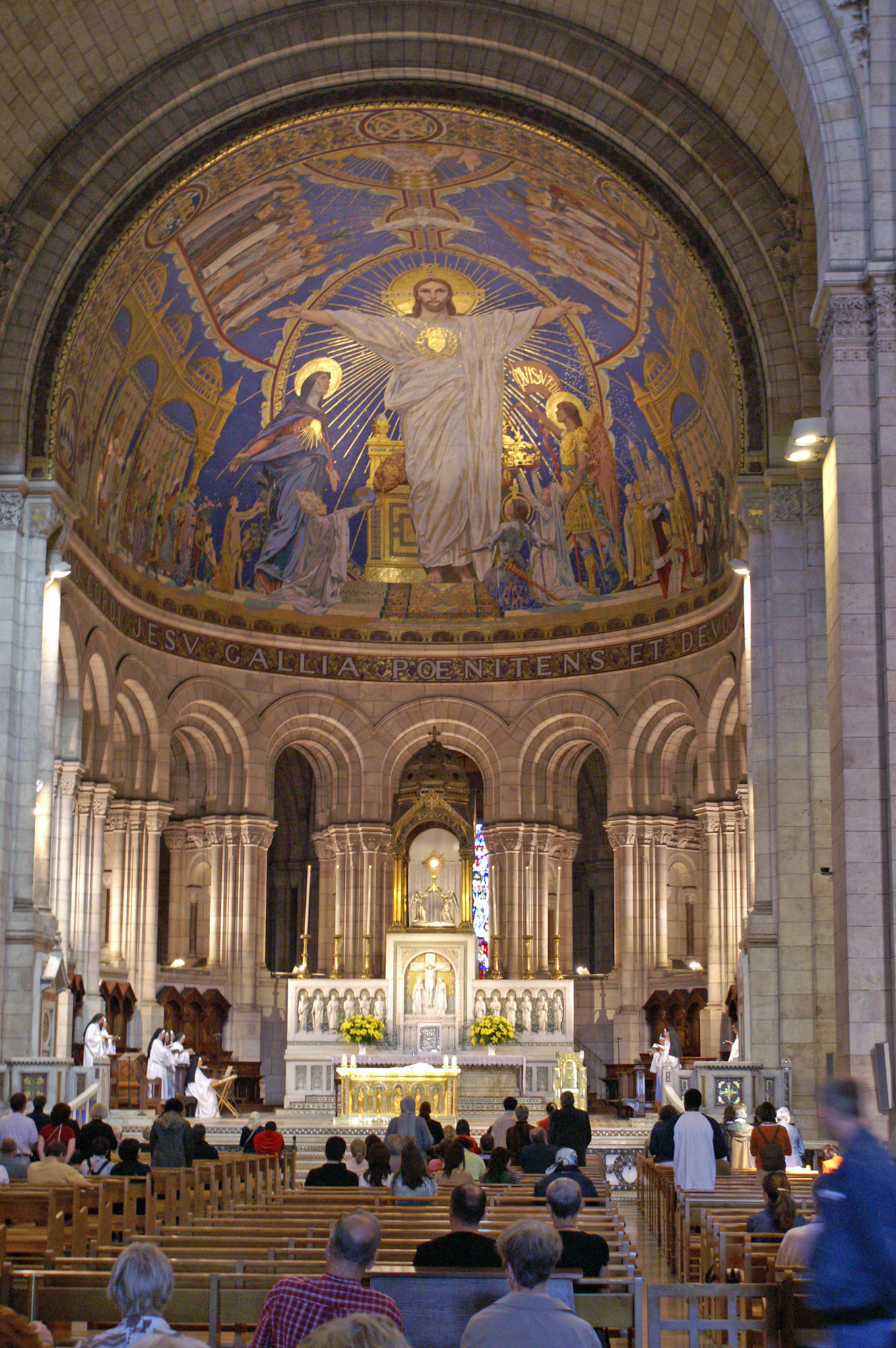
Basilique du Sacré-Cœur de Montmartre
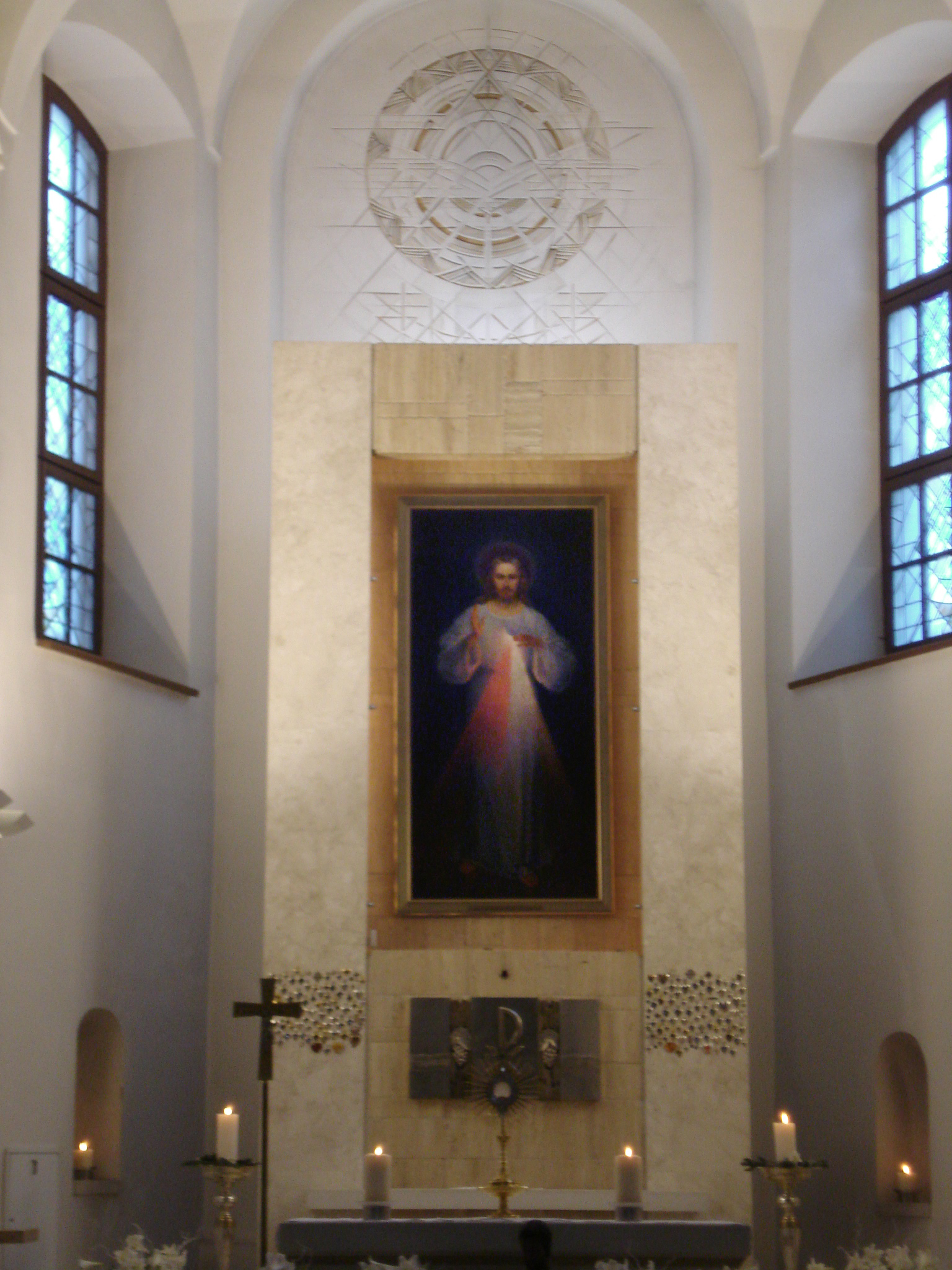
Vilnius (1934)

- Le motif de la « majestas » sera également appliqué à la Vierge Marie (Maestà) :

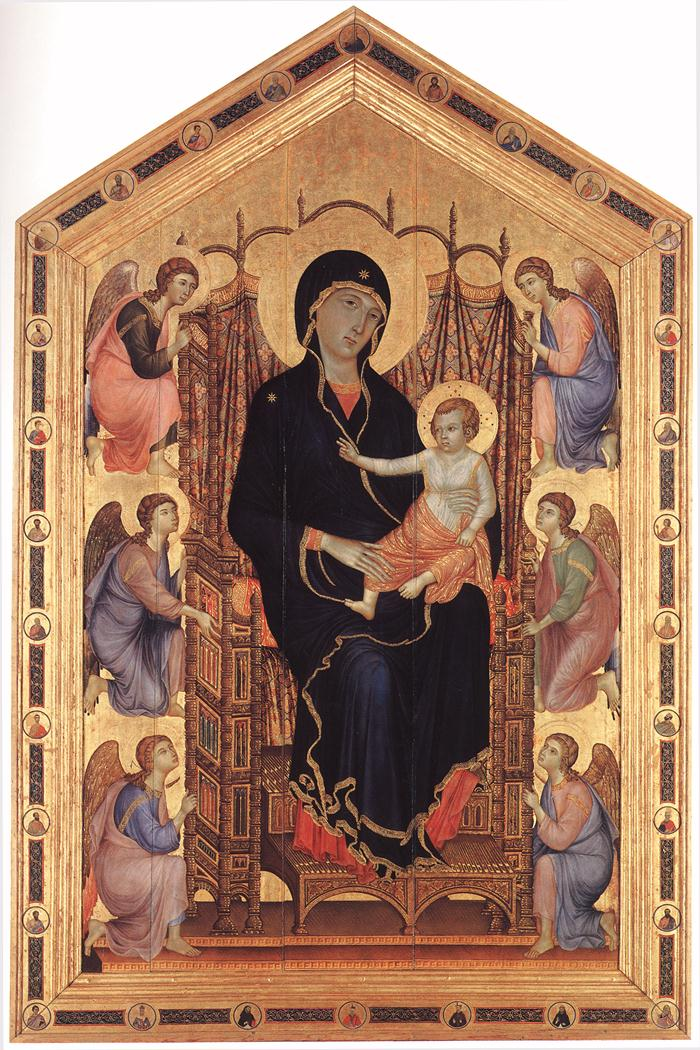
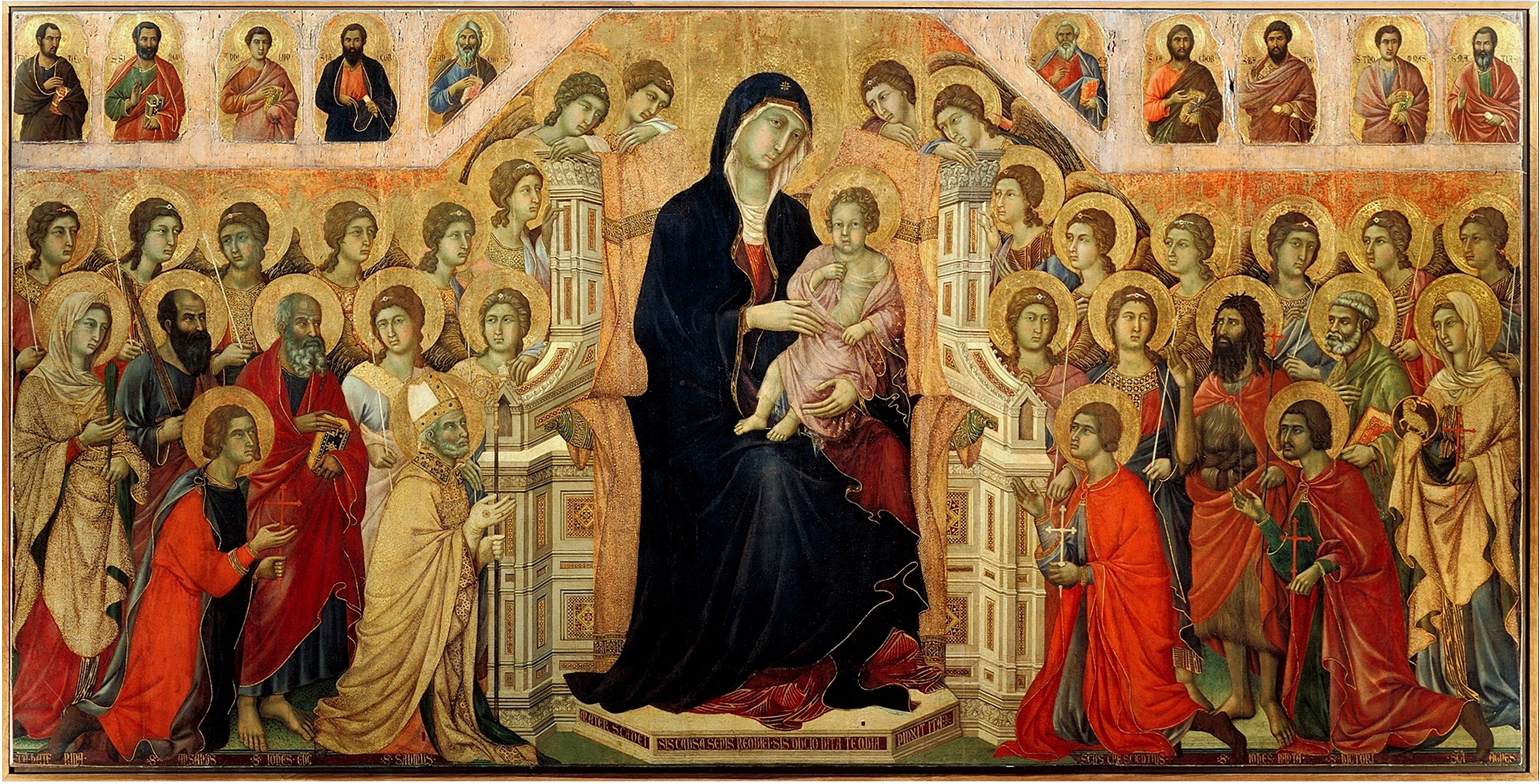